# 德国
德意志聯邦共和國（德語：Bundesrepublik Deutschland，發音：[ˈbʊndəsʁepuˌbliːk ˈdɔʏtʃlant] ⓘ），通稱德國（Deutschland），是位於中西歐的聯邦共和國，由16个组成，首都暨最大城为柏林。国土面积35.7万平方公里，南北長876公里，东西寬640公里，从北部的北海与波罗的海延伸至南部的阿尔卑斯山，气候温和，季节分明。德國人口約8,322万，为欧盟人口最多的成员国，是世界上人口第三多的发达国家，仅次美国、日本，也是世界第二大移民國家，仅次于美国。其官方語言德语是歐盟境内使用人數最多的母語。德國文化的豐富層次和對世界的影響表現在其建築、美術、音樂、哲學、電影等，文化遺產以老城為代表，亦有國家公園和自然公園共計上百處。
50万年前的舊石器時代中期，海德堡人及其後代尼安德特人生活在今德國中部。自古典時代以來，各日耳曼部族開始定居於今德國北部地區，1世紀時羅馬人對“日耳曼尼亞”已有相關記載。4到7世紀，日耳曼部族逐漸向歐洲南部擴張。10世紀起，德意志地區組成神聖羅馬帝國的核心部分。16世紀時，德意志北部地區成為宗教改革的起源地。神聖羅馬帝國滅亡後，萊茵邦聯和日耳曼邦聯先後建立，同屬德語國家的奧地利帝國則與普魯士王國爭奪德意志地區的領導權。在普魯士王國的主導及擊敗外國干涉之下，多數德意志邦國在1871年政治統一建立德意志帝國，「德意志」開始作為民族國家的國號使用。在一戰和1918-1919年德國革命後，德意志帝國解體，議會制的威瑪共和國取而代之。1933年，納粹黨透過選舉掌權，威瑪共和國被宣揚威權及民族主義的納粹德國取代，最終引發二戰及系統性種族滅絕的發生；而德國等歐洲國家對戰前極權主義興盛的反省，對現代「歐洲價值」的成形、以及歐盟的建立影響深遠。戰敗的德國經盟軍軍政統治後，因冷戰兩大陣營對峙的情勢下分裂为西德和東德，成為冷戰對峙的前線之一。1980年代的東歐遽變，使兩德對峙的局面大幅緩解，最終促使兩德在1990年10月3日以東德併入西德的方式完成統一。
德國是議會民主制國家，国家元首为联邦总统，政府首脑則为联邦总理；前者為虛位元首，後者為德國政府實際上的最高領導人。德國國會為兩院制，分別為上議院的聯邦參議院、以及下議院的聯邦議院，其中聯邦議院的權力較高，聯邦總理亦由聯邦議院議員中選出。德國是歐盟創始成員國之一，其歷史可追溯至1952年西德與其他5個西歐國家組成的歐洲煤鋼共同體；1990年兩德統一後，東德透過併入西德成為歐盟前身之一歐洲經濟共同體的一部分。1993年，德國隨著《馬斯垂克條約》的生效而成為歐盟第一批加入國家。此外，德国也是申根区一部分，并于1999年推动欧元区的建立。德国亦为联合国、北大西洋公约组织、八国集团、20国集团及经济合作与发展组织成员，军事开支总额居世界第九。
德國為已開發國家之一，生活水準居世界前列。德國是世界大國，亦是已開發國家當中較為先進的，其國内生產總值以國際匯率計居世界第三，以購買力平價計居世界第五。其諸多工業工程和科技部門位居世界前列，例如全球馳名的德國車廠、精密部件等，為世界第三大出口國。德國是再生能源大國，綠化率極高，是可持續發展經濟的樣板。除了強調環境保護與自然生態保育，在人為飼養活體的態度也十分嚴謹，不但獲得大量外匯和資訊優勢，其動物保護法律管束、生命教育水準也是首屈一指的。高等教育方面，提供免費大學教育，社會保障制度和醫療體系完善，並孕育出拜耳、费森尤斯等國際大藥廠。

## 國名
德意志最初是單指脫離加洛林王朝獨立，並於10世紀初建立德意志王國的四個日耳曼民族施瓦本人、巴伐利亞人、撒克遜人和法蘭克尼亞人，源自一本約1080年寫成、關於科隆總主教阿諾二世的德語傳記作品阿諾之歌。
中文“德意志”一词是德语的音译，而越南也参照中文“德意志”，称德国为“德（越南语：／）”。 日韩对德国的称呼汉字写法则都是「独逸（独逸，Doitsu）」，日文写作「（Doitsu）」，韩文写作「（Dogil）」，而朝鲜的文化语则依照德文音译成。而日耳曼一词是来自于拉丁语日耳曼尼亚，尤利乌斯·凯撒以日耳曼尼亚称呼莱茵河东岸的各个部落，日耳曼尼亚纪载于西元100年的《日耳曼尼亚志》，后来英语单词的德国（Germany）由此演变而来。而德语中的德国（Deutschland，德意志人的土地，起初为diutisciu land）来自deutsch，由古高地德语的diutisc（大众的，指属于diot或diota人的）一词而来，该词最初用以区别源自拉丁语及罗曼语族的地方话。 diutisc一词依序来自原始日耳曼语的þiudiskaz（大众的），þiudiskaz又来自于þeudō，þeudō又承继自原始印欧语的tewtéh（人）。 
德國的名詞變遷為Theodiscus（8世紀開始，意指加洛林王朝領土內的日耳曼民族）和Teutonicus（10世紀開始德意志王國成立後的德意志名稱，又可稱“條頓”）演變成Teutsch（16世紀開始的德意志名稱），最後變成Deutsch（19世紀開始至今的德國名稱）。
歐洲人對德國的稱謂甚多，詞源分別代表過去不同的日耳曼部落，如法語、西班牙語的“阿勒芒”（Allemagne）、“阿拉曼尼亞”（Alemania）源自阿勒曼尼部（Alemanni）；芬蘭語、愛沙尼亞語中的“薩沙”（Saksa）、“薩沙瑪”（Saksamaa）源自撒克遜部（Saxons）；匈牙利語中的“涅米多薩”（Németország）則源自涅米特部（Nemetes）。

## 歷史

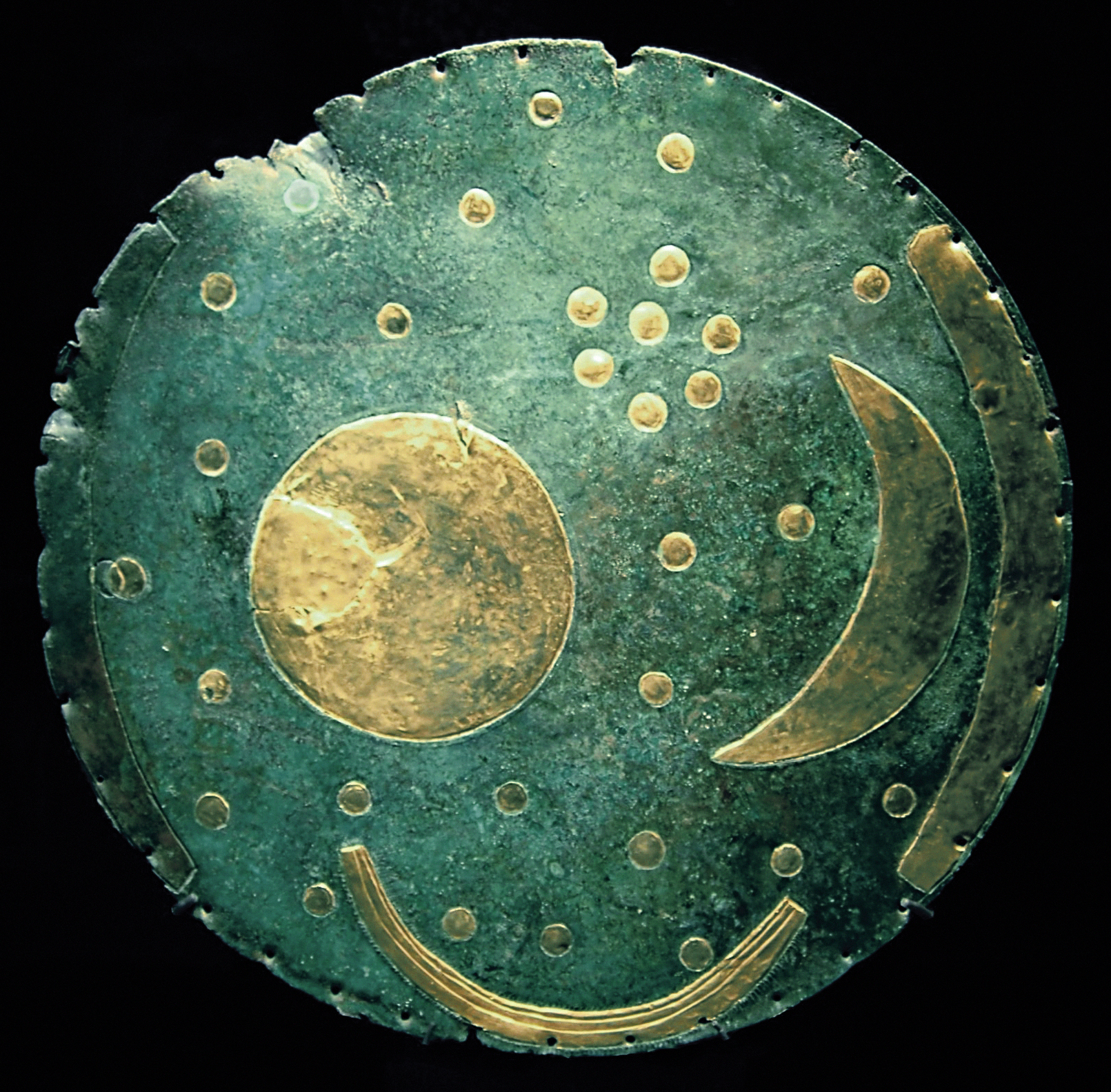
内布拉星象盘，约前1600年

毛厄原人下颌骨化石的发掘表明至少600,000年前在德国即有古人类活动。自舍宁根的煤矿中亦出土三支380,000年前的标枪，为世界上最古老的完整狩猎武器。在尼安德河谷发现史上第一枚非现代人类化石，这一物种被称为尼安德特人。尼安德特-1化石具有近40,000年的历史。乌尔姆附近施瓦本汝拉山洞穴中亦有同一时期的现代人类生存迹象，包括42,000年前的鸟骨和猛犸象牙笛，为至今出土的最早乐器；40,000年前大冰期的狮子人为世界已知无争议的最古老雕塑品；距今35,000年前的霍勒费尔斯维纳斯则为无争议的最古老人类雕塑。内布拉星象盘于萨克森-安哈尔特的内布拉附近出土，为一欧洲青铜时代铜制文物，被列入联合国教科文组织世界记忆项目名录。

### 日耳曼部落及法蘭克王國

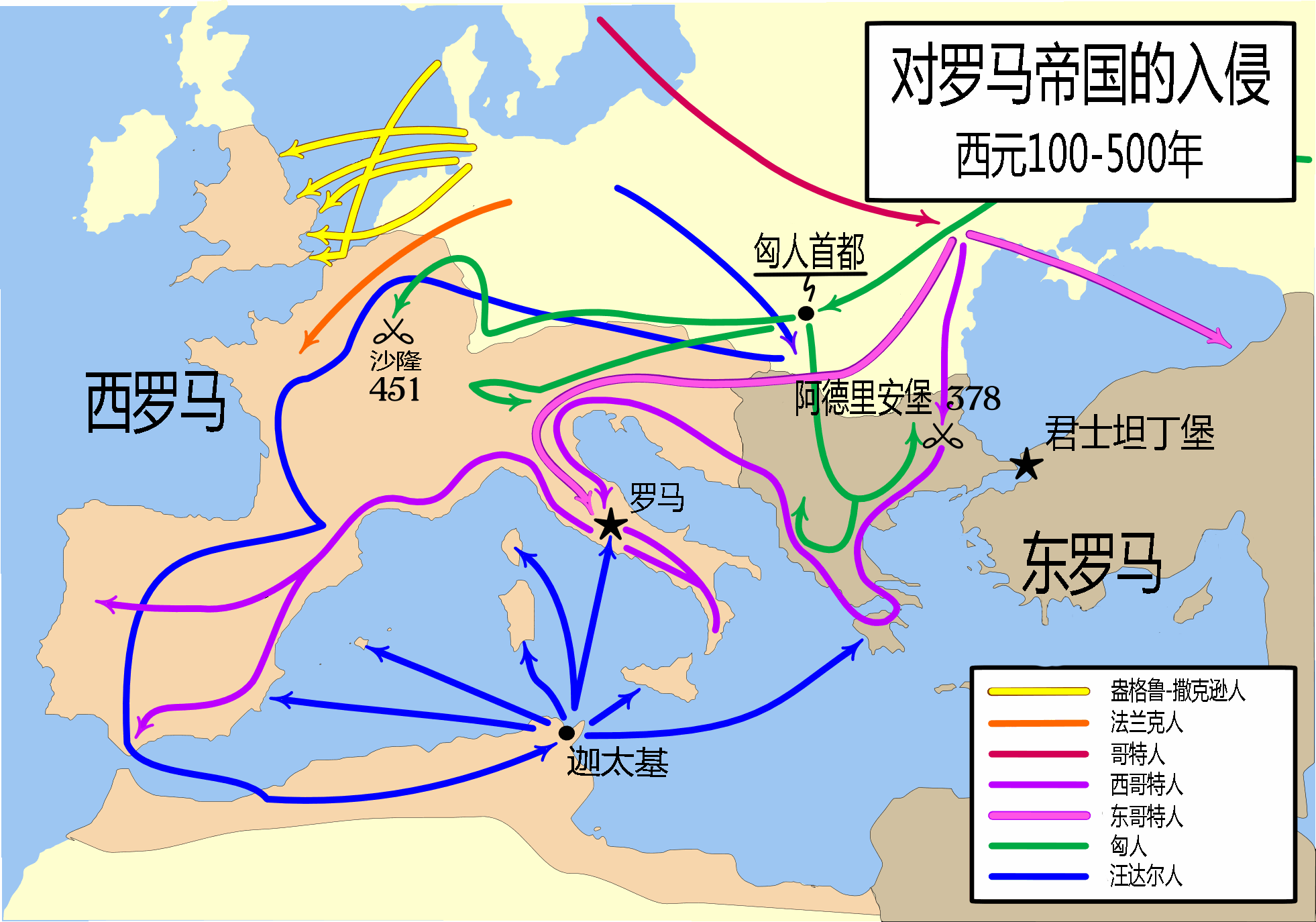
欧洲民族迁徙（100–500年）

日耳曼部落最早可追溯至北歐銅器時代（前17至前5世紀）或者最晚是前羅馬鐵器時代（前5-4世紀至前1世紀）。公元前1世纪，部落开始从斯堪的纳维亚半岛南部和德国北部逐渐向南、向东和向西扩散，与伊朗人、波罗的人、凯尔特人的高卢部落以及东欧的斯拉夫人发生接触。在奥古斯都的统治时代，羅馬帝國军队开始入侵日耳曼地区，該地區約為莱茵河至之間，公元9年時，謝魯斯克部落主阿尔米尼乌斯擊敗由瓦盧斯領導的三個罗马军团，使奧古斯都放棄將羅馬帝國邊界擴張至易北河的意圖。塔西佗於西元100年完成日耳曼尼亚志時，日耳曼部落已在莱茵河、多瑙河沿岸定居，佔據現今德國的大部分地區，而奧地利、巴伐利亚南部及莱茵兰西部則為羅馬帝國所管轄。
3世紀時出現許多較大的西日耳曼部落，包括阿拉曼人、法蘭克人、夏登人、撒克遜人、弗里西人、斯卡姆布里人和图林根人等。日耳曼人約於公元260年進入羅馬帝國控制地區。匈人於375年西移至羅馬帝國統治地區後，羅馬帝國勢力自395年起衰弱，日耳曼部落因而得以進一步向西南方遷移，同時，今日德國境內出現較大的部落取代或吸收先前的小型部落。日耳曼地區大片土地（即墨洛溫王朝時所稱的奥斯特拉西亚、纽斯特利亚和阿基坦一带）為法蘭克人所佔領，建立起法兰克王国，并向东征服萨克森和巴伐利亚；今德国东部地区则由西斯拉夫民族（包括索布人、维莱蒂人和奧博特人）定居。

### 东法兰克王国与神圣罗马帝国
查理大帝於800年聖誕節於羅馬接受教宗良三世加冕，並建立卡洛林帝國，後於843年根據凡尔登条约分裂，分裂後出現的東法蘭克王國為神聖羅馬帝國的雛型，领土西至莱茵河，东至易北河，北至北海，南至阿尔卑斯山。
在奥托王朝（919-1024年）統治期間，由各公國推舉間推舉共主，王位雖非世襲，但仍多为父死子繼的情形，而形成王室家族。德意志國王奥托一世於962年經加冕成為神聖羅馬帝國皇帝。在薩利安王朝（1024年-1125年）統治期間，義大利北部及勃艮第併入神聖羅馬帝國，但由於叙任权斗争，皇帝權力遭到削弱。

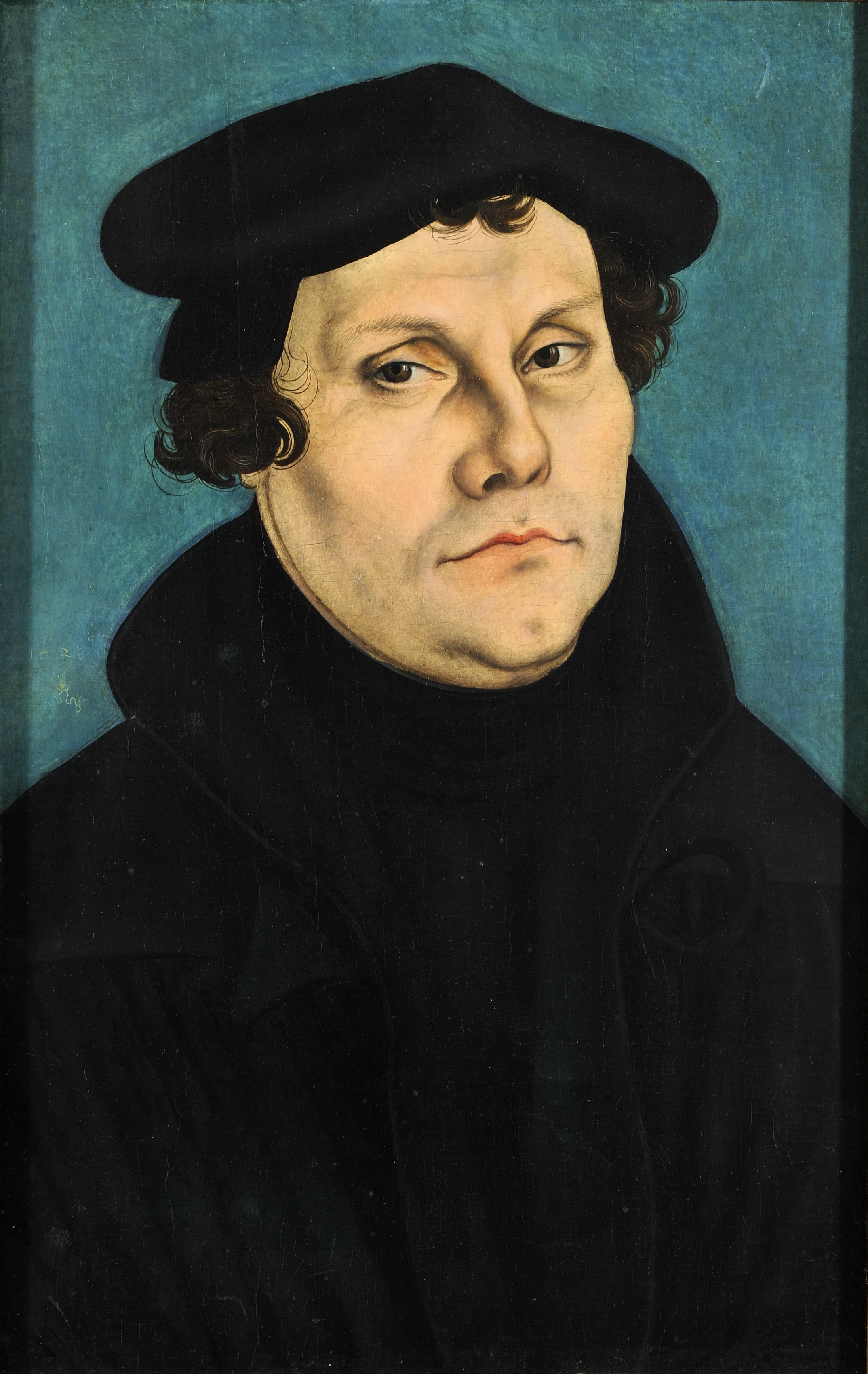
马丁·路德（1483–1546）在维滕贝格發布《论纲》，掀起了宗教改革的大幕

12世纪霍亨斯陶芬王朝（1138-1254年）统治期间，德意志诸侯的影响力向南方和东方扩张至斯拉夫人定居地区；他们鼓励德意志人向这些区域移居，称东向移民运动。多数由北部德意志城镇组成的汉萨同盟由于贸易的扩张而繁荣。南部的大拉芬斯堡贸易组织（Große Ravensburger Handelsgesellschaft）起到类似的作用。1356年查理四世颁布金玺诏书，确立帝国的基础政治结构，规定七个最具势力的公国统治者或大主教为选帝侯，通过多数制选举皇帝。
14世纪上半叶，德意志人口大幅减少。1315年发生大饥荒，黑死病则于1348年至1350年流行。即便如此，德意志的艺术家、工程师和科学家仍在这一时期发展一系列的技术，与同一时期在意大利诸城邦使用的科技类似。德意志诸国的艺术和文化中心培养老汉斯·霍尔拜因、其子小汉斯·霍尔拜因以及阿尔布雷希特·丢勒。约翰内斯·谷登堡将活字印刷术引入欧洲，为日后知识的大众化创造条件。

1648年的神圣罗马帝国。威斯特伐利亚和约的签订宣告三十年战争的结束，也宣告哈布斯堡王室統一德意志的嘗試失敗。反復的兵连祸结對德意志地區造成了巨大的破壞，致使總人口減少30%以上

1517年，维滕贝格教士馬丁·路德撰寫九十五条论纲，挑戰天主教會（羅馬公教會）並引發宗教改革。1555年的《奥格斯堡和约》宣告路德宗为可接受的天主教替代信仰，但还规定诸侯的信仰应为其子民的信仰，这一原则称“教隨君定”（Cuius regio, eius religio）。和约未涉及其他信仰，由此归正宗仍为异端，而其原则亦未涉及神权领袖改信的状况（如1583年科隆选侯国的情形）。自科隆战争至三十年战争（1618–1648年）的一系列宗教战事对德意志地区造成严重的破坏，其中后者导致诸邦国总人口减少近百分之三十，而在一些地区人口减少高达百分之八十。《威斯特伐利亚和约》的签订终结德意志诸国的宗教战事。1648年后，德意志诸侯可选择天主教、路德宗及归正宗为其国教。
18世纪，神圣罗马帝国由近1,800个领地所组成。由帝国改革（1450–1555年）推动的法律体系建立帝国政治体，并在其神权、世俗及世袭邦国中确定一定程度的地方自治权，由帝国议会代表。哈布斯堡王朝自1438年起保有帝国皇权。1740年查理六世过世；其生前无嗣，由此说服各选帝侯接受《国事遗诏》以确保王朝统治。这一问题通过奥地利王位继承战争最终得到解决：《亚琛和约》规定玛丽亚·特蕾西亚的丈夫将继承神圣罗马帝国皇位，而特蕾西亚将以皇后之名统治帝国。自1740年起，奥地利哈布斯堡君主国同普鲁士王国的二元之争主导德意志地区的局势。法国大革命战争及帝国议会最终会议之后，多数世俗的帝国自由城市均为各王朝吞并，而神权领土则被世俗化并吞并。1806年帝国终结，多数德意志邦国（尤其是莱茵河畔诸国）为法国所统治。在拿破仑战争期间，法国、俄罗斯、普鲁士及哈布斯堡对德意志地区的霸权展开争夺。

### 德意志邦聯及德意志帝國
拿破仑一世失敗後，歐洲各國於1814年召開维也纳会议，並建立由39個主權邦組成的鬆散聯盟－德意志邦聯。對歐洲協調政治的不滿在一定程度上促成自由主义運動，但隨後遭奧地利政治家克萊門斯·梅特涅所鎮壓。於1834年成立的德意志關稅同盟則促成日耳曼邦國的經濟整合。受法国大革命影響，民族主義及自由主義广泛传播，建立中央集權民族国家的观点在德意志人，尤其是年輕知識分子中日渐流行。受1848年歐洲革命和法國建立共和國影響，德意志知識份子和平民也發動革命，國民議會決議由普魯士王腓特烈·威廉四世担任德意志帝國皇帝，但威廉四世認為其權力將受限而拒絕，使革命運動暫時遭遇挫敗。

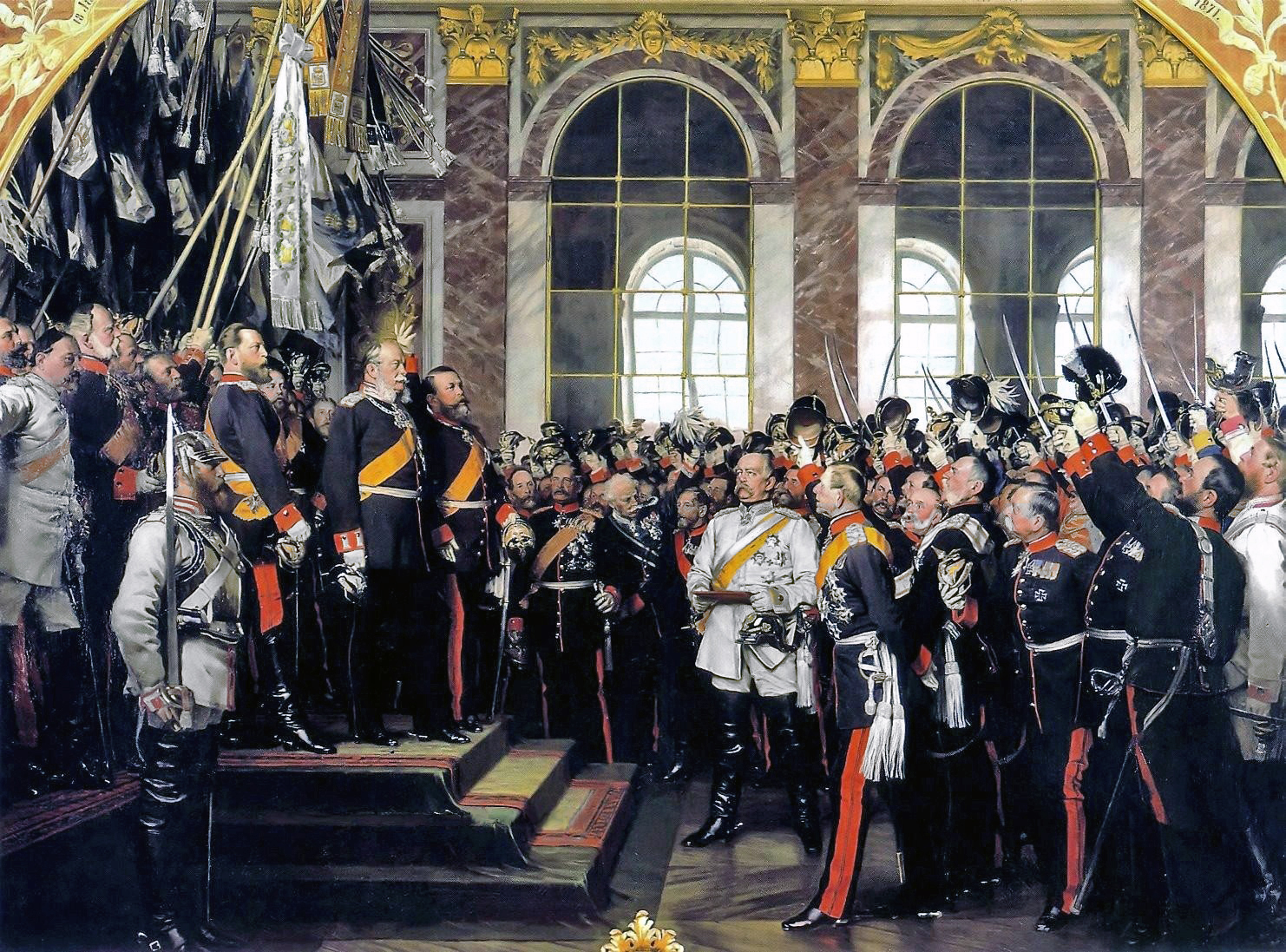
1871年，德意志帝國於凡尔赛宫鏡廳宣告成立，俾斯麦為中間著白色制服者

威廉四世的繼任者——威廉一世，與以自由派為主的議會漸生衝突，就軍事預算有相當歧異，於1862年任命奥托·冯·俾斯麦為普魯士首相，主導普魯士改革及建軍政策。普魯士於1864年普丹战争及1866年普奥战争獲得勝利後，並成立北德意志邦聯，排除過去曾主導日耳曼地區事務的奧地利勢力。俾斯麥欲將巴伐利亞、巴登、符騰堡及达姆施塔特等地併入北德意志邦聯，與法國衝突漸增，遂於1870年爆發普法戰爭，德国取胜，威廉一世在凡尔赛宫加冕德意志皇帝，德意志帝國宣布成立，統合奧地利以外的日耳曼國家，即採「小德意志」路線。普魯士約佔帝國三分之二的土地及人口，主導帝國事務，德意志帝國由霍亨索伦王朝統治，首都柏林。

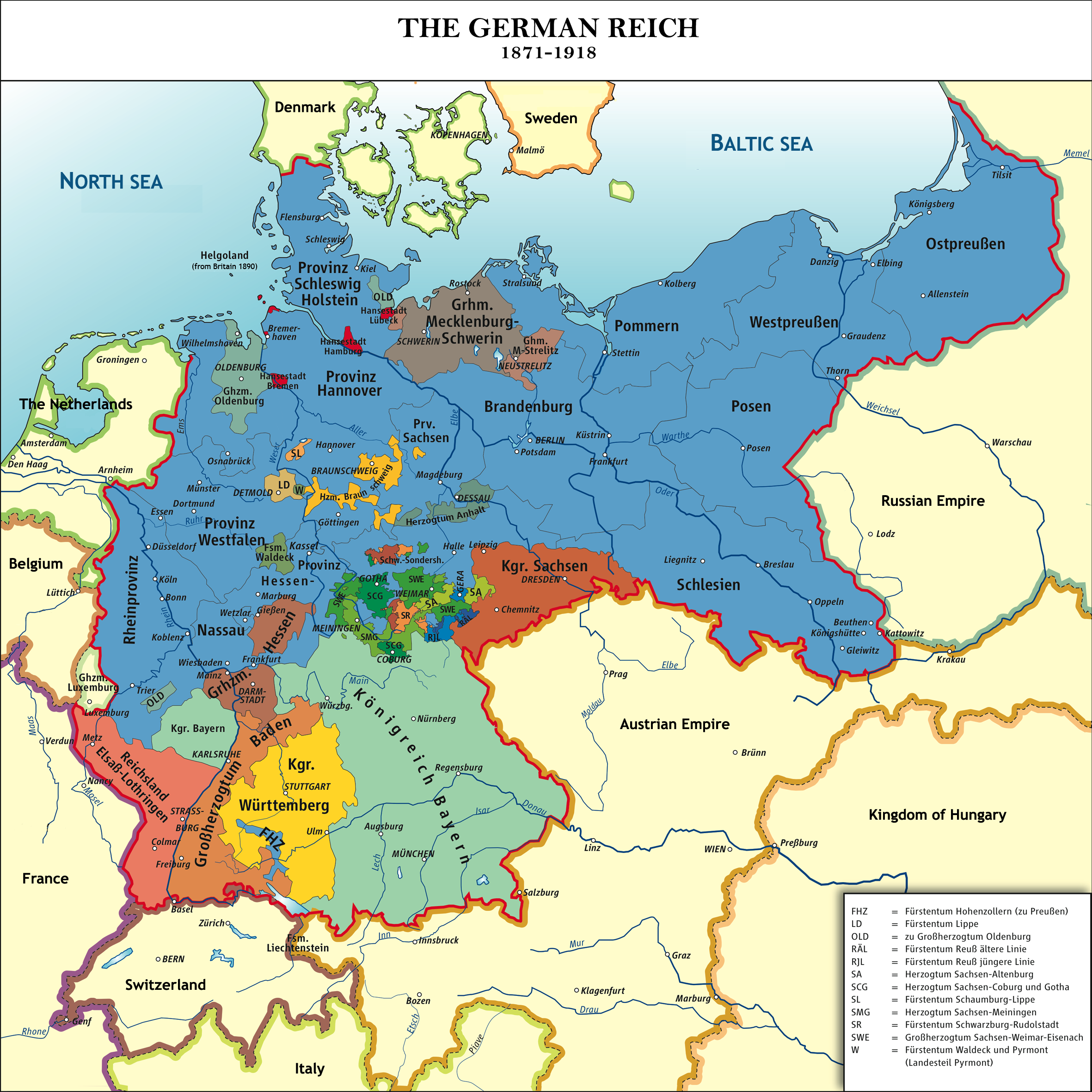
德意志帝国（1871–1918），主要勢力分為北方的普鲁士王国（藍色）和南德四邦

德意志统一后，作为威廉一世治下德国总理的俾斯麦在外交上试图巩固德国的大国地位，与外国结盟，孤立法国，避免战争。但在威廉二世治下，德国同其他欧洲列强一样逐渐朝帝国主义方向发展，同周边国家时有冲突。先前的同盟关系多数终止，由此德国同奥匈帝国结盟，保证一定程度中立并获得军事支持。1882年的三国同盟将意大利揽入，这也反映德、奥、意三国对法国、俄国的担忧。同时，英国、法国、俄国亦各自结盟，以防奥地利对巴尔干半岛（俄罗斯利益）、德国对法国的干预。
1884年的柏林会议中，德国对东非、西南非、多哥和喀麦隆等殖民地提出宣称。此后德国进一步扩张，将新几内亚、密克罗尼西亚和萨摩亚纳入其殖民地范围。德国殖民政府在西南非（今纳米比亚）对当地的赫雷罗人和纳马人展开灭绝行动，以报复其反抗运动，日后被称为「20世纪首次种族灭绝」。近10万人（80%的赫雷罗人和50%的纳马人）死于集中营内，多数死于疾病、虐待、积劳、脱水和饥荒。
1914年6月28日，奥匈帝国王储遇刺，奥地利借此对塞尔维亚开战，第一次世界大战爆发。在四年的战事中，德意志帝國损失严重，超过200万名军人死亡。1918年11月11日停战协定签署，德军士兵返回国内。同年11月德国革命爆发，威廉二世及各邦国统治者被迫逊位。1919年6月28日新政府签署《凡尔赛条约》。作为同盟国成员，德国接受其为协约国所败。德国民众认为条约不公且使德国蒙羞，史学家日后称这一态度最终导致阿道夫·希特勒的崛起。

### 魏瑪共和國
1918年11月德国革命初期，德国宣布改行共和制。1919年8月11日，总统弗里德里希·艾伯特签署《魏玛宪法》。在此后的权力斗争中，左翼激进共产主义者在巴伐利亚夺权，而德国其他地区的保守派则试图通过卡普政变推翻共和国。后者一定程度上得到国家防卫军、保守主义、民族主义、保皇主义的支持。此后的德国经历工业中心的血腥街道战、比利时和法国军队对鲁尔区的占领、1922年至1923年的恶性通货膨胀、债务重组计划及1924年新货币的引入。此后黄金二十年代到来，德国进入一段文化及艺术的自由繁荣期。即便如此，对《凡尔赛条约》的恨意仍旧存在，刀刺在背传说广泛流传，为此后二十年的反犹潮提供基础。经济仍然持续动荡，史学家仅称1924年至1929年间为“局部稳定期”。1929年大萧条对德国造成冲击。1930年联邦选举后，总统保罗·冯·兴登堡授权海因里希·布吕宁领导的政府不经议会批准采取举措。布吕宁政府采取财政紧缩和通货紧缩政策，导致大幅度的失业；1932年失业率高达30%。

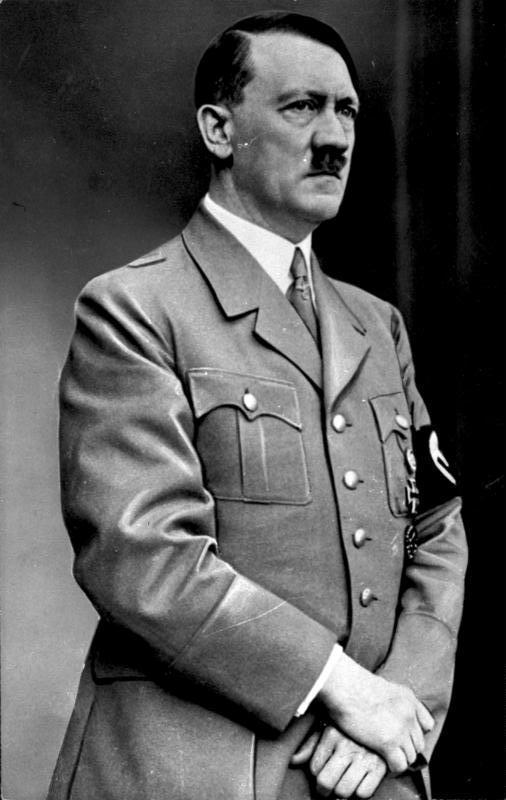
阿道夫·希特勒，1933至1945年德國元首兼總理

1932年特别联邦选举中纳粹党获胜。在一系列失败内阁后，1933年兴登堡任命阿道夫·希特勒为德国总理。

### 納粹德國
国会纵火案后，《国会纵火法令》取消民众的基本权利。在数周之内首个纳粹集中营于达豪开始运作。《1933年授权法》授予希特勒无限立法权，由此其政府建立起中央集权的极权主义国家，通过全民投票退出国际联盟，并开始重新武装化。
通过赤字财政政策，由政府支持的经济复兴计划开始实施，主要着重于公共工程领域。1934年的公共工程项目中，170万德国民众投入工作，由此获得收入和社会福利。最为著名的工程项目为全国高速公路。其他重要建设项目包括水力发电项目鲁尔大坝、供水项目如齐利尔河大坝及交通枢纽如茨维考火车站。此后五年内，失业率大幅度下跌，时均和周均薪酬上升。
1935年，当局宣布不再履行《凡尔赛条约》，并颁布纽伦堡法案，针对犹太人及其他少数族群。德国亦于1935年收回萨尔，于1938年吞并奥地利，并于1939年初占领捷克斯洛伐克。
1939年8月，希特勒政府同苏联签署《苏德互不侵犯条约》，划分双方在东欧的势力范围。条约签署后，1939年9月1日德国对波兰展开入侵，第二次世界大战就此展开。作为回应，英、法亦对德国宣战。1940年春，德国攻克丹麦及挪威、荷兰、比利时、卢森堡和法国。同年，英国抵御德国的空中攻势。1941年，德国入侵南斯拉夫、希腊及苏联。至1942年，德国及其他轴心国占领欧洲和北非大部分地区，但1943年斯大林格勒战役苏联获胜，盟军夺回北非并入侵意大利，德国连续遭遇失败。1944年6月，西方盟军在法国登陆，法国复国，并且加入反击德国的行动。苏联向东欧推进；年末，西方盟军已进入德国境内，德军最后一次反攻未果。在希特勒于柏林战役中自杀身亡后，1945年5月8日，美、英、法、苏攻入柏林，德国投降，第二次世界大战欧洲战场终结。
在日后称犹太人大屠杀中，纳粹对少数族裔进行迫害，并通过集中营和灭绝营对其所称劣等种族进行种族灭绝。超过1,000万平民被系统性杀害，包括600万犹太人、220,000至1,500,000罗姆人、275,000身心障碍者、数千耶和华见证人、数千同性恋者及成千上万政治和宗教异见者。在占领区内的政策导致270万波兰人死亡、130万乌克兰人、及近280万苏联战俘。德国约有320万至530万士兵阵亡，近200万平民死亡。前东部领土的损失导致近1,200万德意志裔人被由东欧驱逐。其战前领土损失近四分之一。战略轰炸及地面战事导致许多城市及文化遗产被摧毁。第二次世界大战后，前纳粹政权参与者于纽伦堡审判中接受战争罪审判。

### 東西德分裂時期

1947年，盟軍佔領下的德國，奧德河-尼斯河線以東，法律上由波蘭及蘇聯管理，但事實上為併吞；而西部的分離地區為薩爾保護領

於德國投降後，德國領土及柏林由同盟國中的四强美、英、法、苏分區佔領，這些地區接受650萬名來自東部領土的德意志人。1949年5月23日，法國、英國及美國占領區合併，成立德意志聯邦共和國，1949年10月7日，蘇聯佔領區成立德意志民主共和國，一般也以西德及東德稱之。東德首都設於柏林，西德將波恩設為臨時首都，以強調兩國分治僅為暫時性的現狀。
西德為議會民主制共和國，採行“社会市场经济”。自1948年起，西德成为马歇尔计划的主要受援国之一，通过援助重建其工业基础。1949年康拉德·阿登纳当选为首任联邦总理，并任至1963年。在他和路德维希·艾哈德领导之下，西德自1950年代起经历长期的经济增长，被称为经济奇迹。1955年西德加入北大西洋公约组织，并为1957年欧洲经济共同体创始国。

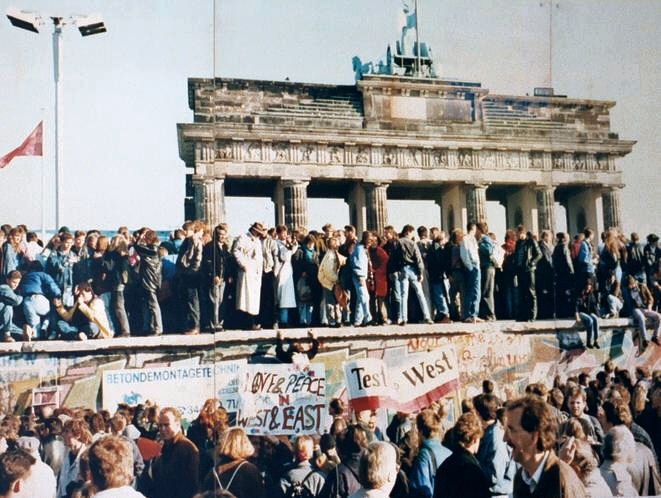
1989年柏林墙倒塌；背景为勃兰登堡门

东德为一东方集团国家，苏联通过其军力和华沙条约组织在政治和军事上对其进行控制。虽然其名义上为民主国家，政治权力仅由德国统一社会党高官（政治局成员）行使，并由控制社会诸多领域的秘密机构斯塔西支持。民主德国采行苏联式统治经济，后成为经济互助委员会成员国。虽然东德官方对其社会政策进行大规模宣传，并鼓吹西德入侵威胁，诸多东德公民仍然向往西德的政治自由及经济繁荣。1961年建成的柏林墙旨在阻止东德人逃亡西德，成为冷战的象征之一。在此罗纳德·里根于1987年6月12日发表《推倒这堵墙！》演说，与约翰·肯尼迪于1963年6月26日的《我是柏林人》演讲相应合。1989年柏林墙倒塌成为共产主义垮台、两德统一和东德转型的象征
東、西德間的緊張關係在西德總理维利·勃兰特於1970年代初期通过东方政策稍獲緩解。1989年夏，匈牙利放棄铁幕並開放邊界，數千名東德國民經匈牙利成功進入西德，事件也對東德造成衝擊，大型抗議活動獲得更多支持。東德當局放松边境限制，使東德居民能自由前往西德旅遊，以維持東德的國家地位，而實際上此舉加速了轉向改革的進程。1990年9月12日，四个占领国签署《最终解决德国问题条约》，放弃其在投降书中获得的权力，德国重获完整主权。由此1990年10月3日两德统一，前东德五个联邦州重新建立并加入德国。

### 兩德統一與歐盟

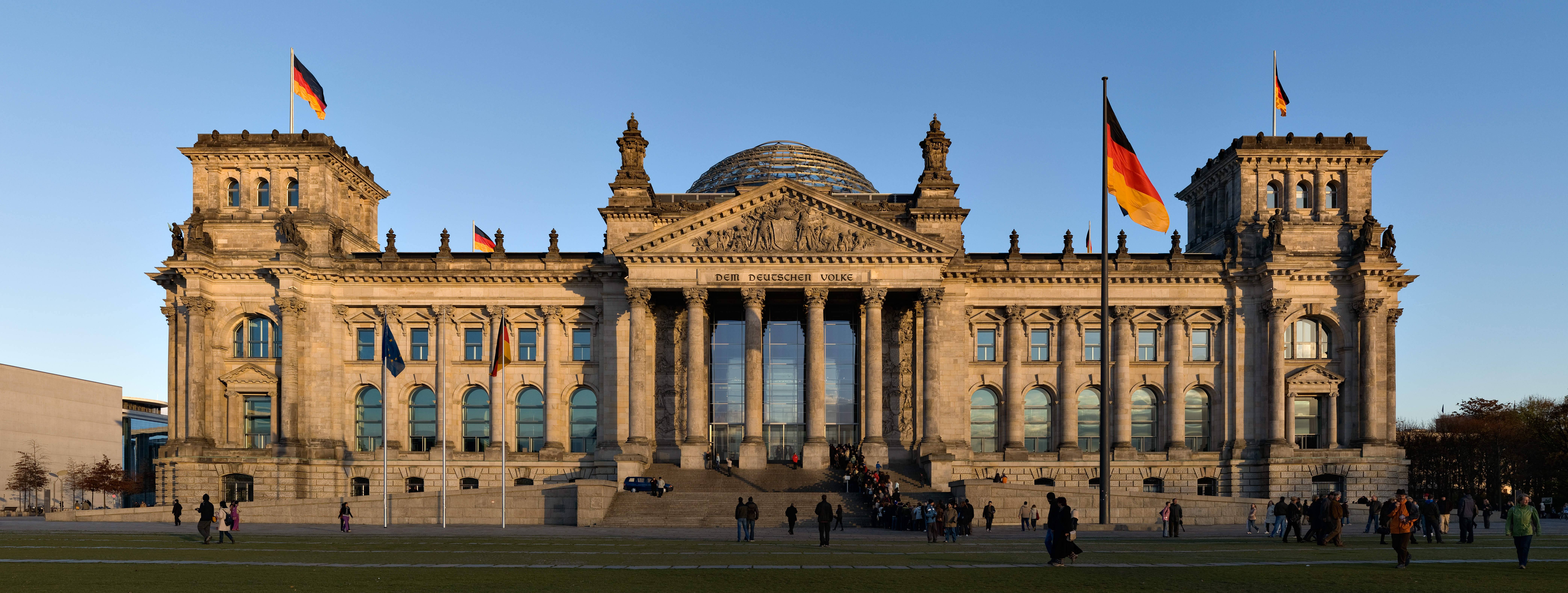
兩德統一于1990年10月3日实现。自1999年起，柏林国会大厦为德国联邦议院会址

两德统一以来的德国被认为是西德的扩大延续而非改朝换代，由此其获得西德在所有国际组织中的成员资格。根据1994年《柏林-波恩法案》，柏林重新成为统一德国首都，而波恩则获得“联邦城市”（Bundesstadt）这一独有地位，保有一些联邦机关。政府迁移于1999年全部完成。1998年选举后德国社会民主党政治家格哈特·施罗德当选首位红绿联盟德国总理，与联盟90/绿党共同组建政府。
东德经济的现代化及集合为一长期过程，计划至少持续至2019年，每年由西部向东部转移金额近800亿欧元。

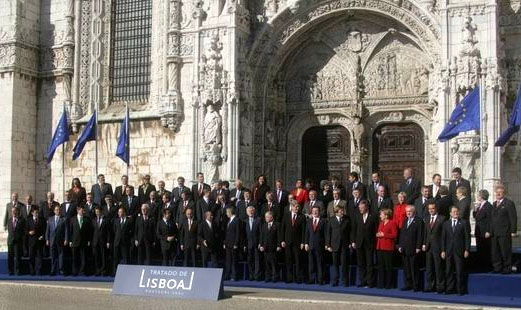
德国为欧洲联盟创始国之一（1993年），引入欧元（2002年），并签署《里斯本条约》（2007年；如图）

自统一后，德国在欧洲联盟中日渐扮演重要角色。1992年德国与其欧洲伙伴共同签署《马斯特里赫特条约》，1999年建立欧元区，2007年签署《里斯本条约》。德国派出维和部队以稳定巴尔干地区局势，并在塔利班政权被推翻后，以北约成员身份派出军队维护阿富汗安全局势。由于国内法律规定德国只能部署军队进行国防行动，这些举措产生一定的争议。
2005年选举后，基督教民主联盟领袖安格拉·梅克爾成为首位女性德国总理。2009年德国政府批准一项总额达500亿欧元的经济刺激计划以保护其产业免受经济危机冲击。
2009年，梅克爾领导下的自由-保守联盟当政。2013年，第三届梅克爾内阁组建大联合政府。21世纪的德国主要政治目标包括推进欧洲统合、向可持续能源进行转移（Energiewende）、平衡预算、提升生育率及高科技主导的德国经济未来转型（“工业4.0”）。
2015年德国受到欧洲移民危机的影响，其为多数进入欧盟移民的最终目的地。其接受超过一百万难民，并通过配额机制将移民根据税收及人口密度分配至各州。
2021年德國聯邦議院選舉後社民黨取得多數席次。同年12月8日，社民黨政治家奥拉夫·朔尔茨於宣誓就任德國總理，並與绿党及自由民主党共組中間偏左的紅綠燈聯合政府。
2022年2月13日，弗兰克-瓦尔特·施泰因迈尔再次當選德國聯邦總統，成為首位連任的社民黨總統。

## 地理

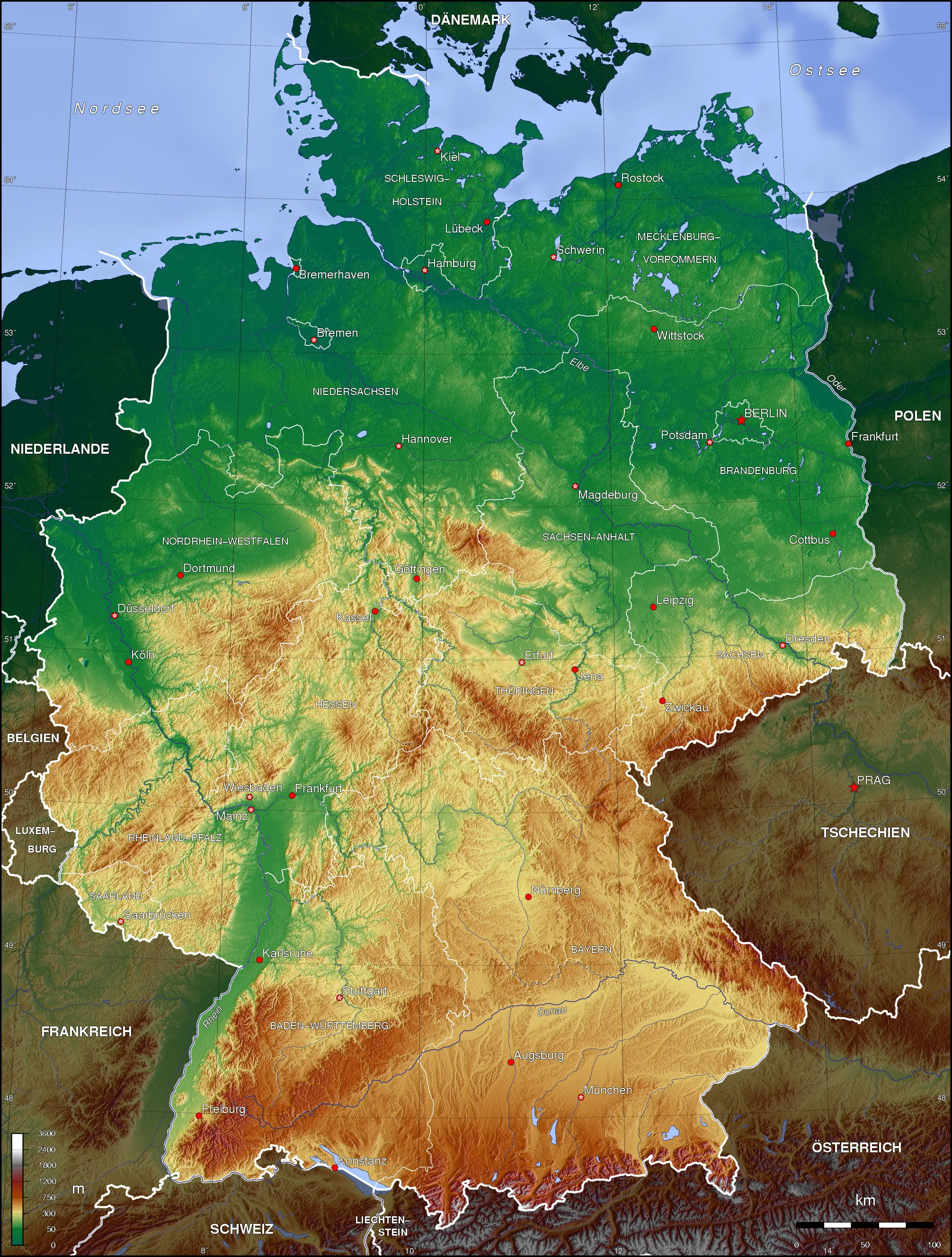
德國地形圖

在地区分类上德国属于西欧或中欧，北與丹麦相连，东面与波兰和捷克接壤，东南临奥地利，西南偏南为瑞士，西同法国、卢森堡和比利时相界，西北毗荷兰。其领土大部分位于北纬47至55度，东经5至16度间。德国北濒北海，东北偏北临波罗的海，于奥地利及瑞士边界同中欧第三大湖博登湖相邻。德国国土面积为357,021平方（137,847平方英里），包括349,223平方（134,836平方英里）陆地及7,798平方（3,011平方英里）水域，为欧洲面积第7大国家及世界面积第62大国家。
德国地势总体南高北低，高度由位于南部的阿尔卑斯山向位于西北的北海海岸及东北的波罗的海海岸递减。其最高点为楚格峰（阿尔卑斯山），海拔2,962（9,718英尺），最低点为威尔士特马斯克（北德低地），海拔为海平面以下3.54（11.6英尺）。莱茵河、多瑙河及易北河等大河穿流而过德国中部的森林高地及北部低地。阿尔卑斯山地区的冰川正逐渐经历消退。德国重要自然资源包括铁矿、煤矿、草木灰、木材、褐煤、铀、铜、天然气、盐、镍、耕地及水。

### 氣候
德國大多數地區受西風帶影響，屬温带海洋性气候。此地區氣候因墨西哥灣暖流向北延伸的北大西洋漂流而較為溫和，而該暖流較溫暖的海水影響北海周邊區域。
德国年均降水量为789（31英寸），无稳定的干燥期。冬季温和，夏季温暖，气温可超30 °C（86 °F）。
德國東部偏向大陆性气候，冬季寒冷，夏季溫暖，較常出現長時間的乾燥。德國中部及南部地區為海洋性氣候及大陸性氣候的過渡帶，最南部的阿爾卑斯山區氣溫較低，德國中部的高地屬山地氣候，氣溫較低且降雨較多。

### 生態

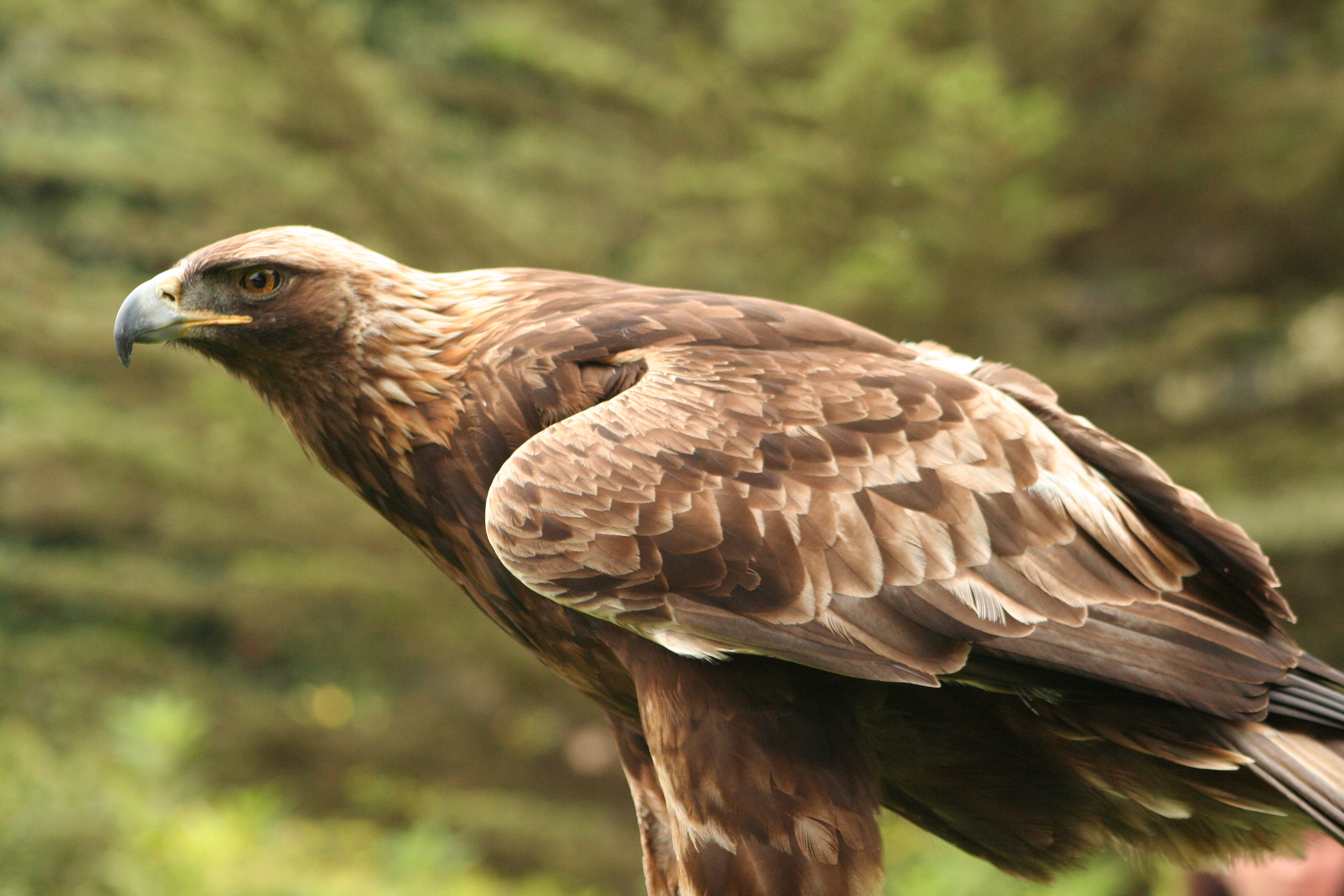
金雕為保育類猛禽，為德國國家紋章動物

德國國土可分為兩個生態區域，分別為歐洲-地中海山地混和林及東北大西洋大陸棚海洋生態系。於2008年，德國土地利用以耕地（34%）、林地（30.1%）為主，其次為永久放牧區（13.4%）及居住區、街道（10.8%）。
動植物為中歐地區常見的物種，山毛櫸、橡樹及其他落葉林構成森林的三分之一，松柏則因重新造林而增加，云杉及冷杉為高山地區主要林相，松及落叶松多生長於砂質土壤。另存在多種蕨类、花、真菌、苔藓類。主要野生動物包括鹿、野豬、盤羊、狐、獾、野兔、河狸。
德國國家公園包括石勒蘇益格-荷爾斯泰因瓦登海國家公園、亞斯蒙德國家公園、西波美拉尼亞潟湖地區國家公園、米利茨國家公園、下奧得河河谷國家公園、哈爾茨國家公園、薩克森小瑞士國家公園、巴伐利亞森林國家公園等。德國境內共有超過400家動物園及動物公園，數量居世界之冠。柏林動物園為德國歷史最悠久的動物園，展示物種超過1,500種，為世界上展示物種最多的動物園。

### 城市
德國有诸多大型城市，共有11个官方认定的德国大都会区。其中最大的為萊茵-魯爾都會區，2008年人口达1,170萬，包括杜塞尔多夫（北莱茵－威斯特法伦首府）、科隆、波恩、多特蒙德、埃森、杜伊斯堡、波鸿。

| 德國最大城市排名 德國聯邦統計局2015年12月31日發布 | 德國最大城市排名 德國聯邦統計局2015年12月31日發布 | 德國最大城市排名 德國聯邦統計局2015年12月31日發布 | 德國最大城市排名 德國聯邦統計局2015年12月31日發布 | 德國最大城市排名 德國聯邦統計局2015年12月31日發布 | 德國最大城市排名 德國聯邦統計局2015年12月31日發布 | 德國最大城市排名 德國聯邦統計局2015年12月31日發布 | 德國最大城市排名 德國聯邦統計局2015年12月31日發布 | 德國最大城市排名 德國聯邦統計局2015年12月31日發布 | 德國最大城市排名 德國聯邦統計局2015年12月31日發布 |
|                                                   | 排名                                              | 名称                                              |                                                   | 人口                                              | 排名                                              | 名称                                              |                                                   | 人口                                              |                                                   |
| ------------------------------------------------- | ------------------------------------------------- | ------------------------------------------------- | ------------------------------------------------- | ------------------------------------------------- | ------------------------------------------------- | ------------------------------------------------- | ------------------------------------------------- | ------------------------------------------------- | ------------------------------------------------- |
| 柏林 汉堡                                         | 1                                                 | 柏林                                              | 柏林                                              | 3,710,156                                         | 11                                                | 不来梅                                            | 不來梅                                            | 560,472                                           | 慕尼黑 科隆                                       |
| 柏林 汉堡                                         | 2                                                 | 汉堡                                              | 汉堡                                              | 1,787,408                                         | 12                                                | 德累斯顿                                          | 萨克森                                            | 543,825                                           | 慕尼黑 科隆                                       |
| 柏林 汉堡                                         | 3                                                 | 慕尼黑                                            | 巴伐利亚                                          | 1,450,381                                         | 13                                                | 汉诺威                                            | 下萨克森                                          | 532,163                                           | 慕尼黑 科隆                                       |
| 柏林 汉堡                                         | 4                                                 | 科隆                                              | 北莱茵－威斯特法伦                                | 1,060,582                                         | 14                                                | 纽伦堡                                            | 巴伐利亚                                          | 509,975                                           | 慕尼黑 科隆                                       |
| 柏林 汉堡                                         | 5                                                 | 法蘭克福                                          | 黑森                                              | 732,688                                           | 15                                                | 杜伊斯堡                                          | 北莱茵－威斯特法伦                                | 491,231                                           | 慕尼黑 科隆                                       |
| 柏林 汉堡                                         | 6                                                 | 斯图加特                                          | 巴登－符腾堡                                      | 623,738                                           | 16                                                | 波鸿                                              | 北莱茵－威斯特法伦                                | 364,742                                           | 慕尼黑 科隆                                       |
| 柏林 汉堡                                         | 7                                                 | 杜塞尔多夫                                        | 北莱茵－威斯特法伦                                | 612,178                                           | 17                                                | 伍珀塔尔                                          | 北莱茵－威斯特法伦                                | 350,046                                           | 慕尼黑 科隆                                       |
| 柏林 汉堡                                         | 8                                                 | 多特蒙德                                          | 北莱茵－威斯特法伦                                | 586,181                                           | 18                                                | 比勒费尔德                                        | 北莱茵－威斯特法伦                                | 333,090                                           | 慕尼黑 科隆                                       |
| 柏林 汉堡                                         | 9                                                 | 埃森                                              | 北莱茵－威斯特法伦                                | 582,624                                           | 19                                                | 波昂                                              | 北莱茵－威斯特法伦                                | 318,809                                           | 慕尼黑 科隆                                       |
| 柏林 汉堡                                         | 10                                                | 莱比锡                                            | 萨克森                                            | 557,464                                           | 20                                                | 明斯特                                            | 北莱茵－威斯特法伦                                | 310,039                                           | 慕尼黑 科隆                                       |

## 政治
|                                                     |                                        |
| 弗兰克-瓦尔特·施泰因迈尔 现任联邦总统（2017年就任） | 弗里德里希·默茨 联邦总理（2025年就任） |

德國為採行議會制、代議民主制的聯邦共和國，其政治體制於1949年的《基本法》架構下運行，修改基本法通常須聯邦議院及聯邦參議院以三分之二多數通過。基本法的核心原則包括人性尊嚴、權力分立、聯邦組織架構及依循法治。
聯邦總統為國家元首，僅具象徵性，權利及責任由联邦大会選舉產生；联邦大会由聯邦議院全體議員及各邦議會選出與聯邦議院同等數量的代表組成，其中各邦代表數量依人口比例分配。聯邦議院議長地位僅次於聯邦總統，由聯邦議院選舉產生，負責議院日常事務。總理為政府首脑及位階第三高者，由聯邦議院選任後經聯邦總統任命。

德国政治体系

联邦总理為政府首腦並行使行政权，其职责類似於其他採行議會民主制國家的首相。联邦立法权則由联邦议院及联邦参议院行使，两院共同组成国家立法机关。联邦议院代表由比例代表制（联立制）直接选举產生；联邦参议院代表則由各邦政府成員代表出任，代表各邦利益。
自1949年起，基督教民主联盟及德国社会民主党為主導政黨，至今總理皆由這兩黨黨員出任，但规模较小的自由民主党（1949年至2013年在议会中拥有席位）及联盟90/绿党（自1983年在议会中拥有席位）亦為議院中重要力量。
德国债务-GDP比在2010年达到最高（80.3%），在此后逐渐下降。根据欧洲统计局数据，2015年德国政府净债规模达到2.152兆欧元，占其GDP的71.9%。2015年联邦政府预算盈余达121亿欧元（131亿美元）。标准普尔、穆迪和惠誉等信用评级机构对德国评级为最高的AAA级，2016年展望为稳定。

### 法律

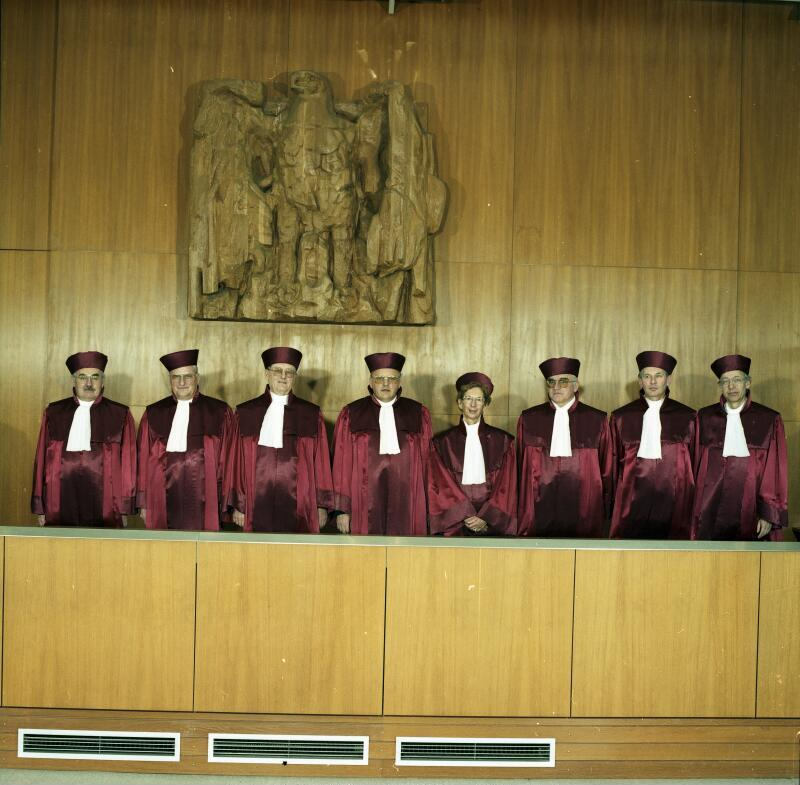
1989年联邦宪法法院法官

德国为欧陆法系国家，其法律体系以罗马法为基础，具有一定日耳曼法成分。联邦宪法法院為德國最高法院，负责宪政事宜，拥有司法复核权。德国的最高法院系统（Oberste Gerichtshöfe des Bundes）分工明确，其中联邦最高法院为民事与刑事案件终审法院，而联邦最高劳工法院、联邦最高社会法院、联邦最高财政法院和联邦最高行政法院则为其他类型案件的终审法院。
在国家层面，刑法及私法分别编著为《德國刑法典》及《德国民法典》。德国刑罚制度以矫正罪犯及保护公众为目标。除轻微犯罪（由单一职业法官审判）及严重政治犯罪外，所有案件均采用混合审判制，由公民陪审团同职业法官一同审案。行政法的许多部分由各州自行负责。
德國現行的憲法《德意志联邦共和国基本法》最初是聯邦德國的憲法，在東、西德统一后成为德国的正式憲法；而德國基本法是少數不以「憲法」命名的國家根本大法。
德國沒有死刑，基本法第102條中明文規定廢除死刑；而有證據顯示，聯邦德國的廢死，最早來自右翼政黨的提案，原先目的並非是一般罪行的兇手，而是企圖阻礙盟軍對戰犯執行死刑；但實際上廢死並無影響戰犯的處決，也被認為無法對其法院有拘束力，所以相關處決則持續到1951年。詳情可見德國死刑制度一文。

### 行政區劃
德國由16個州組成，16個州共同組成國家整體。各州擁有其州憲法，並對其內部事務有相當大的自治權限。由於各州在領土面積及人口數量上具有差異，尤其是城邦（Stadtstaaten）與具較大領土的州（Flächenländer）間的差異，而於巴登－符腾堡、巴伐利亚、黑森、北莱茵－威斯特法伦及萨克森設有22個一級行政區，管理地方事務。截至2013年，德國共分為402個縣市級行政區，包括295個縣行政區及107個市行政區。
| 下萨克森 不來梅 汉堡 梅克伦堡-前波美拉尼亚 萨克森-安哈尔特 萨克森 勃兰登堡 柏林 图林根 黑森 北莱茵-威斯特法伦 莱茵兰－普法尔茨 巴伐利亚 巴登－符腾堡 萨尔 石勒苏益格－荷尔斯泰因 | \| \| 首府 \| 面积 (km2) \| 人口 [參 95] \| 名义GDP（十亿欧元，2015年）[參 96] \| 人均名义GDP（歐元，2015年）[參 96] \| 人均名义GDP（美元，2015年）[參 97] \| \| -------------------------------------------------- \| ---------- \| ---------- \| ------------ \| ---------------------------------- \| ---------------------------------- \| ---------------------------------- \| \| 德国 \| 柏林 \| 357,376 \| 82,175,684 \| 3025 \| 37,100 \| 41,200 \| \| 巴登-符腾堡邦 （Baden-Württemberg） \| 斯图加特 \| 35,752 \| 10,569,100 \| 461 \| 42,800 \| 47,500 \| \| 巴伐利亚邦 （Bayern） \| 慕尼黑 \| 70,549 \| 12,519,600 \| 550 \| 43,100 \| 47,900 \| \| 勃兰登堡邦 （Brandenburg） \| 波茨坦 \| 29,477 \| 2,449,500 \| 66 \| 26,500 \| 29,500 \| \| 黑森邦 （Hessen） \| 威斯巴登 \| 21,115 \| 6,016,500 \| 264 \| 43,100 \| 47,900 \| \| 梅克伦堡-前波美拉尼亚州 （Mecklenburg-Vorpommern） \| 什未林 \| 23,174 \| 1,600,300 \| 40 \| 25,000 \| 27,700 \| \| 下萨克森邦 （Niedersachsen） \| 汉诺威 \| 47,618 \| 7,779,000 \| 259 \| 32,900 \| 36,600 \| \| 北莱茵-威斯特法伦邦 （Nordrhein-Westfalen） \| 杜塞尔多夫 \| 34,043 \| 17,554,300 \| 646 \| 36,500 \| 40,500 \| \| 莱茵兰-普法尔茨州 （Rheinland-Pfalz） \| 美茵茲 \| 19,847 \| 3,990,300 \| 132 \| 32,800 \| 36,400 \| \| 萨尔兰邦 （Saarland） \| 萨尔布吕肯 \| 2,569 \| 994,300 \| 35 \| 35,400 \| 39,300 \| \| 萨克森邦 （Sachsen） \| 德累斯顿 \| 18,416 \| 4,050,200 \| 113 \| 27,800 \| 30,900 \| \| 萨克森-安哈尔特州 （Sachsen-Anhalt） \| 马格德堡 \| 20,445 \| 2,259,400 \| 57 \| 25,200 \| 27,800 \| \| 石勒苏益格-荷尔斯泰因邦 （Schleswig-Holstein） \| 基尔 \| 15,763 \| 2,806,500 \| 86 \| 31,200 \| 34,700 \| \| 图林根州 （Thüringen） \| 埃尔福特 \| 16,172 \| 2,170,500 \| 57 \| 26,400 \| 29,300 \| \| 柏林市 （Berlin） \| 柏林 \| 892 \| 3,375,200 \| 125 \| 35,700 \| 39,700 \| \| 汉堡市 （Hamburg） \| 汉堡 \| 755 \| 1,734,300 \| 110 \| 61,800 \| 68,800 \| \| 不來梅市 （Bremen） \| 不来梅 \| 404 \| 654,800 \| 32 \| 47,600 \| 52,900 \| |            |            |                             |                             |                             |
| | 首府 | 面积 (km2) | 人口       | 名义GDP（十亿欧元，2015年） | 人均名义GDP（歐元，2015年） | 人均名义GDP（美元，2015年） |
| 德国 | 柏林 | 357,376    | 82,175,684 | 3025                        | 37,100                      | 41,200                      |
| 巴登-符腾堡邦 （Baden-Württemberg） | 斯图加特 | 35,752     | 10,569,100 | 461                         | 42,800                      | 47,500                      |
| 巴伐利亚邦 （Bayern） | 慕尼黑 | 70,549     | 12,519,600 | 550                         | 43,100                      | 47,900                      |
| 勃兰登堡邦 （Brandenburg） | 波茨坦 | 29,477     | 2,449,500  | 66                          | 26,500                      | 29,500                      |
| 黑森邦 （Hessen） | 威斯巴登 | 21,115     | 6,016,500  | 264                         | 43,100                      | 47,900                      |
| 梅克伦堡-前波美拉尼亚州 （Mecklenburg-Vorpommern） | 什未林 | 23,174     | 1,600,300  | 40                          | 25,000                      | 27,700                      |
| 下萨克森邦 （Niedersachsen） | 汉诺威 | 47,618     | 7,779,000  | 259                         | 32,900                      | 36,600                      |
| 北莱茵-威斯特法伦邦 （Nordrhein-Westfalen） | 杜塞尔多夫 | 34,043     | 17,554,300 | 646                         | 36,500                      | 40,500                      |
| 莱茵兰-普法尔茨州 （Rheinland-Pfalz） | 美茵茲 | 19,847     | 3,990,300  | 132                         | 32,800                      | 36,400                      |
| 萨尔兰邦 （Saarland） | 萨尔布吕肯 | 2,569      | 994,300    | 35                          | 35,400                      | 39,300                      |
| 萨克森邦 （Sachsen） | 德累斯顿 | 18,416     | 4,050,200  | 113                         | 27,800                      | 30,900                      |
| 萨克森-安哈尔特州 （Sachsen-Anhalt） | 马格德堡 | 20,445     | 2,259,400  | 57                          | 25,200                      | 27,800                      |
| 石勒苏益格-荷尔斯泰因邦 （Schleswig-Holstein） | 基尔 | 15,763     | 2,806,500  | 86                          | 31,200                      | 34,700                      |
| 图林根州 （Thüringen） | 埃尔福特 | 16,172     | 2,170,500  | 57                          | 26,400                      | 29,300                      |
| 柏林市 （Berlin） | 柏林 | 892        | 3,375,200  | 125                         | 35,700                      | 39,700                      |
| 汉堡市 （Hamburg） | 汉堡 | 755        | 1,734,300  | 110                         | 61,800                      | 68,800                      |
| 不來梅市 （Bremen） | 不来梅 | 404        | 654,800    | 32                          | 47,600                      | 52,900                      |

### 國際關係

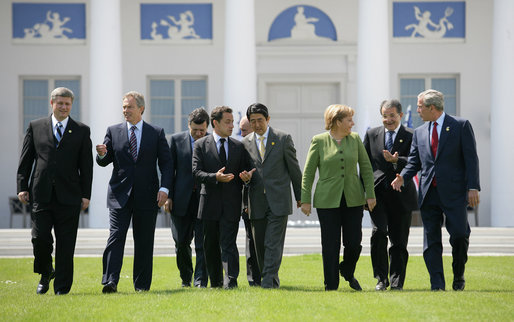
總理安格拉·默克爾於海利根达姆主辦八大工業國組織高峰會

德國於全球設有229個駐外代表機構並與196個國家維持邦交關係。2011年，德國為歐盟第一大預算出資國（佔20%）及聯合國第三大預算出資國（佔8%）。德國為北大西洋公约组织、经济合作与发展组织、八大工業國組織、二十國集團、世界銀行及國際貨幣基金組織成員國。德國自第二次世界大戰後與法國保持緊密結盟，並為歐盟重要成員，德國亦致力於促進歐洲各國政治、防禦及安全機構整合。
德國的援助發展政策獨立於外交政策，由德國聯邦經濟合作及發展部規劃，並由執行機構執行，德國政府將援助發展政策視為國際社會的共同責任，德國的援助總額僅次於美國及法國。
冷戰期間，德國被铁幕分割，象徵東、西勢力於緊張關係並成為歐洲的政治戰場。维利·勃兰特的东方政策在1970年代的缓和政策中相當重要。1999年，由總理格哈特·施羅德領導的政府對德國的國際政策重新定義，並派遣德國軍隊參與北約組織於科索沃的行動，為德國軍隊於第二次世界大戰後首次進行作戰。德國政府與美國緊密政治結盟，1948年的马歇尔计划及文化聯繫促成德、美兩國緊密關係，但施羅德口頭反對伊拉克战争暗示著大西洋主義的結束，德美關係也較為低盪；而德國與美國間互為重要經濟夥伴，德國出口品中8.8%輸往美國，進口品中來自美國者佔6.6%。梅克爾就任總理後提出強調自由、民主、人權等理念的「價值觀外交」。
2021年，駐德美軍人數為33,900人，美軍在德國境內有119個軍事基地。

### 軍事

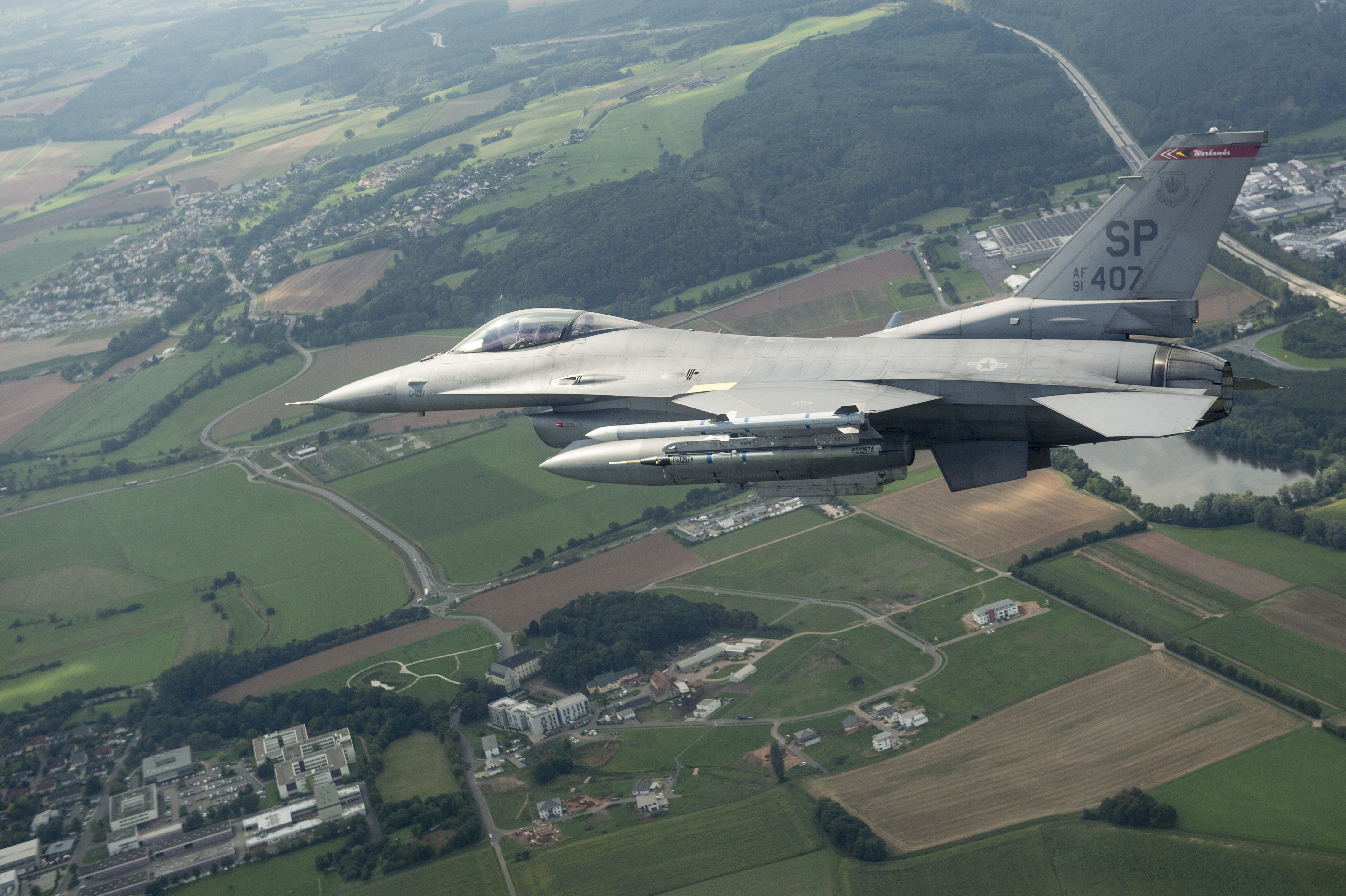
美國空軍第52戰鬥機聯隊部署在德國斯潘達勒姆空軍基地的F-16戰鬥機

德國的武裝部隊為「聯邦國防軍」，由陸軍（包括特种部队）、海军、空军三大軍種及中央醫務軍、基礎軍（含後勤、防諜及憲兵等部隊）兩大跨軍種部隊組成。德国军费总支出为世界第9高，2015年这一数额为329亿欧元，约占其GDP的1.2%，远低于北约要求的2.0%。
截至2015年12月，联邦国防军现役人数约为178,000人，其中包括9,500名志愿者。预备役军人可参加国防演习和海外部署。自2001年起，女性可参与国防军，不限部门。近19,000名女性正在服役。根据斯德哥尔摩国际和平研究所数据，2014年德国为世界第四大主要军备出口国。

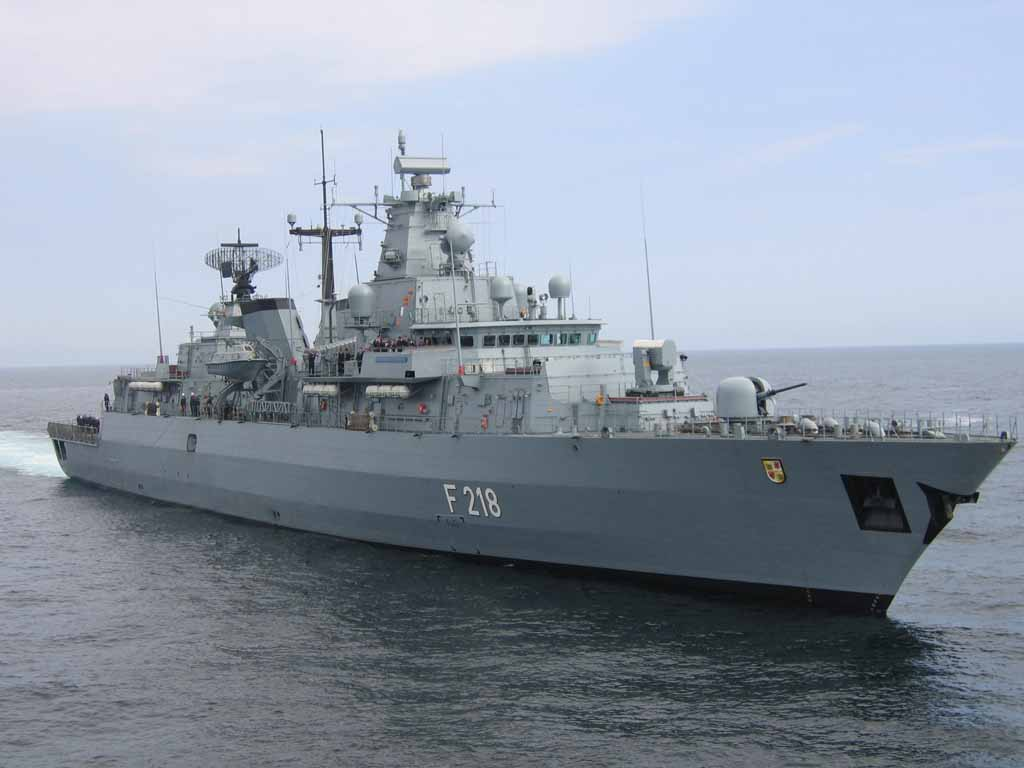
德国海军勃兰登堡级巡防舰

和平时期，联邦国防军由国防部长指挥；战争时期，联邦总理则成为其最高指挥官。
根据德国宪法，联邦国防军仅具国防职责，但1994年联邦宪法法院裁定“国防”一词不仅包括保卫德国国境，还包括危机应对及冲突预防，广至保卫世界范围内德国的安全。截至2015年1月，德国军队约有2,370人在海外进行国际维和任务，包括北约主导的驻阿富汗国际维和部队，850人部署于阿富汗和乌兹别克斯坦，670人部署于科索沃，120人同联合国驻黎巴嫩临时部队部署于黎巴嫩
2011年以前，年滿18歲男性須服6個月義務役，基於宗教或道德因素不願服兵役者得參加與役期等長的公共服務，或志願參與志愿消防局或紅十字會等急救機構6年。2011年后，义务兵役停止，改为志愿兵役制。

## 經濟

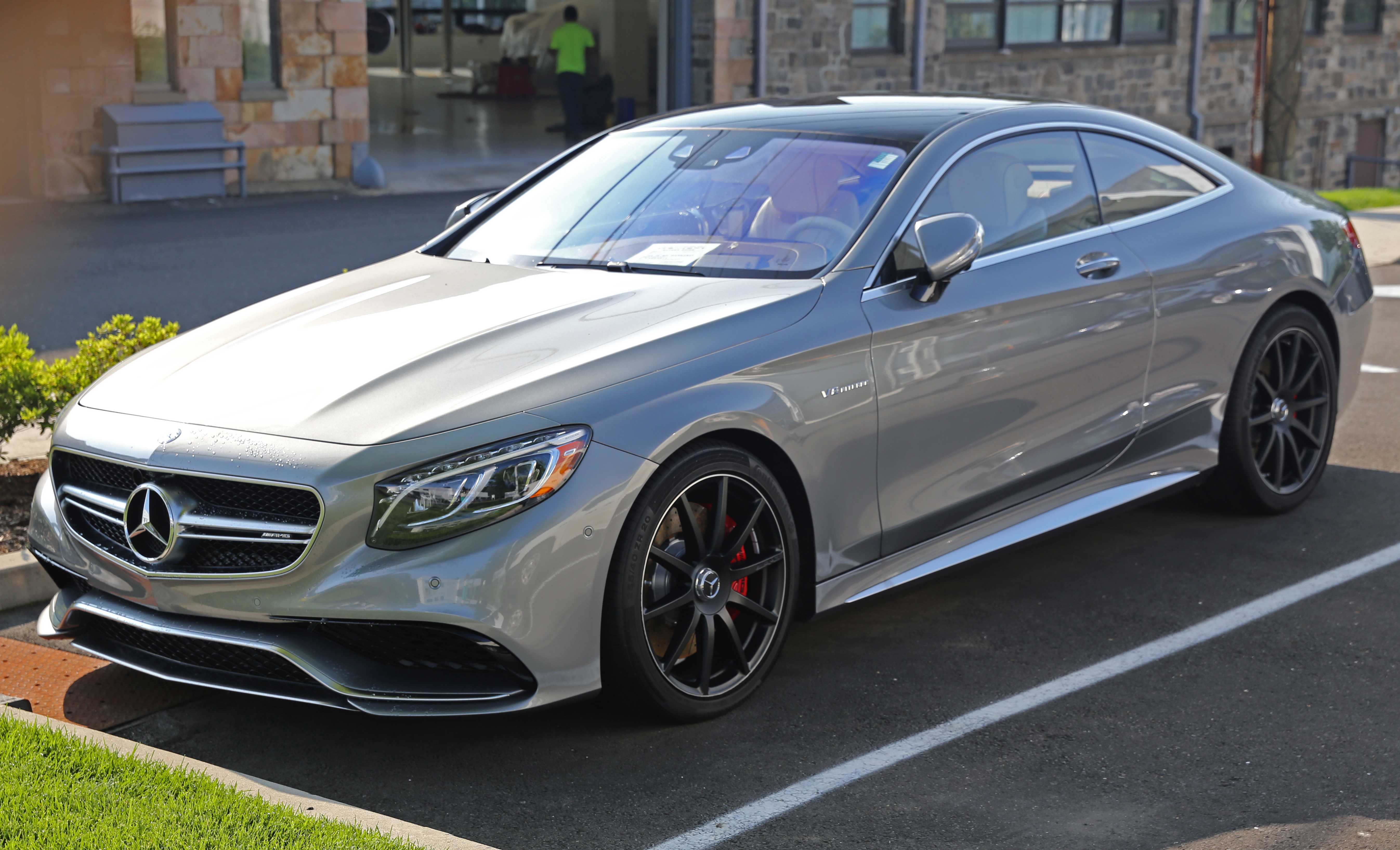
德国拥有规模巨大的汽车工业，并为世界第三大出口国

德國採行社会市场经济，工業基礎堅固，擁有高技術的勞工、龐大股本，较低的腐败程度，及高創新能力。德国为世界第三大出口国及欧洲第一大经济体；按國際匯率計算，為世界第4大經濟體，以购买力平价計算則為世界第5大經濟體。
服务业（包括通訊产业）对德国国内生产总值的贡献达到71%，工业和农业则分别贡献28%和1%。根据欧洲统计局2015年1月数据，德国失业率为4.7%，为28个欧盟成员国中最低；其青年失业率为7.1%，亦为欧盟最低。根据经济合作与发展组织报告，德国为世界上劳动生产率最高的国家之一。

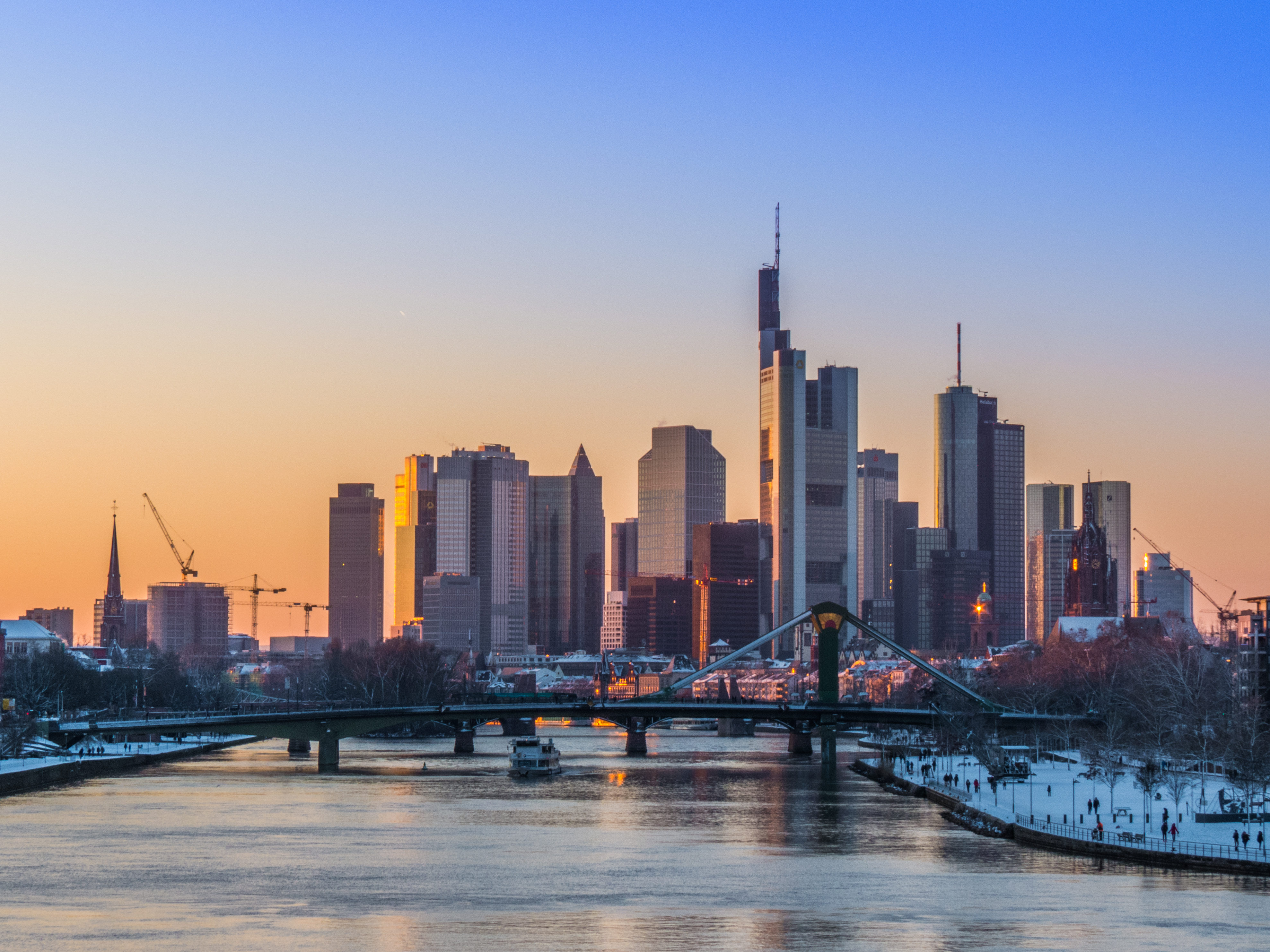
法兰克福为欧洲金融中心，亦为欧洲中央银行总部所在地

德国为欧洲单一市场（消费者数量超过5.08亿）的组成部分。多项国内商业政策通过欧盟成员国协定及欧盟立法协调制订。2002年德国推行欧洲共同货币欧元。作为欧元区成员国（总人口近3.38亿），德国的货币政策由总部设于欧洲大陆金融中心法兰克福的欧洲中央银行制订。
德国是近代汽车的发源国，拥有全球最具竞争力和創新力的汽车产业之一，汽车产量位居全球第四。出口量最大的十种货品为汽车、机械、化学品、电子产品、机电设备、医药品、运输设备、基础金属、食品、橡胶及塑膠。

### 企业

德国为欧元区（深蓝）成员国及欧洲单一市场组成部分

2014年，以上市公司营业额排名的《财富世界500强》排行榜中，有28家企业的总部设在德国。德国DAX指数则由30家市值最大的德国公司组成。著名国际品牌包括梅赛德斯-賓士、BMW、PUMA、SAP、福斯汽车、奥迪、西门子、安联、愛迪達、保时捷和DHL。
德国亦有大量具备专业技术的中小型企业（其模式称Mittelstand）。约有1,000家此类企业在各领域居世界领先地位，被称为隐形冠军企业。柏林为创业公司的重要枢纽，亦为欧盟诸多风险投资支持公司的所在地。
如下为2014年最大的德国企业：
| 排名 | 企业         | 总部         | 营业额 （百万欧元） | 盈利 （百万欧元） | 雇员数 （全球） |
| ---- | ------------ | ------------ | ------------------- | ----------------- | --------------- |
| 01.  | 福斯汽车     | 沃尔夫斯堡   | 268,566             | 14,571            | 592,586         |
| 02.  | 戴姆勒       | 斯图加特     | 172,279             | 9,235             | 279,972         |
| 03.  | E.ON         | 杜塞尔多夫   | 151,460             | −4,191            | 58,503          |
| 04.  | 安联         | 慕尼黑       | 136,846             | 8,252             | 147,425         |
| 05.  |              | 慕尼黑       | 106,654             | 7,691             | 116,324         |
| 06.  | 西门子       | 柏林、慕尼黑 | 74,000              | 6,300             | 360,000         |
| 07.  | 巴斯夫       | 路德维希港   | 98,595              | 6,838             | 113,292         |
| 08.  | 麦德龙       | 杜塞尔多夫   | 85,505              | 172               | 227,868         |
| 09.  | 德国电信     | 波恩         | 83,117              | 3,878             | 228,000         |
| 010. | 慕尼黑再保险 | 慕尼黑       | 81,685              | 4,182             | 43,316          |

### 交通

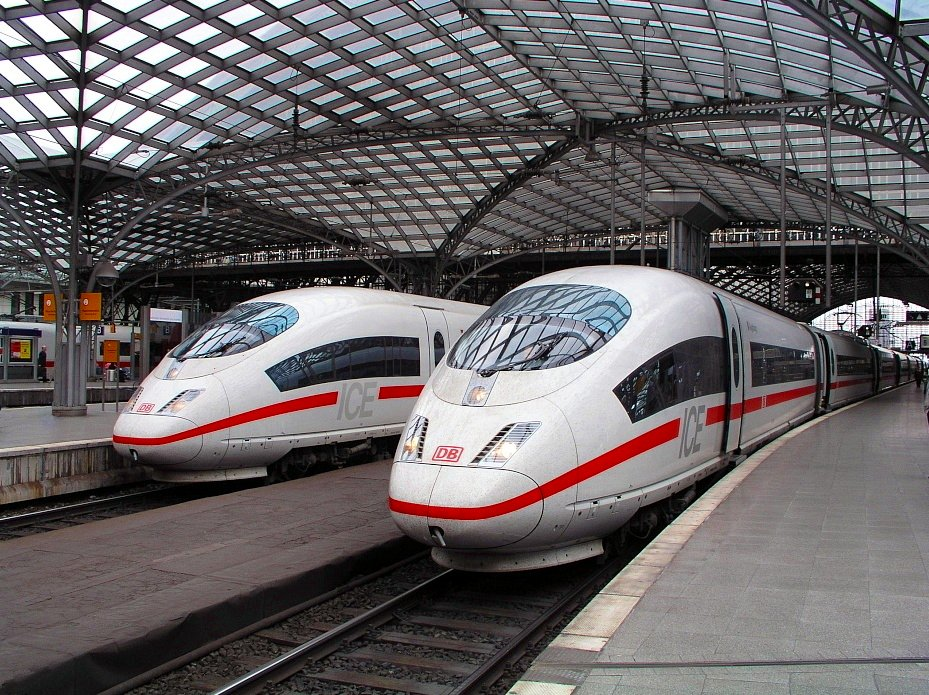
科隆火车站的ICE-3列车

德国位于欧洲中心位置，为欧洲大陆重要的交通枢纽，拥有稠密的道路交通网。德国是世界上最早擁有高速公路的國家，已有80多年的歷史，总里程約1.3万公里，居世界第六，而且有约70%高速路段无速度限制。德國的普通公路分為聯邦級、州級和鄉鎮級三等，一般規定的最高車速為100公里／小時，市區內為50公里／小時，住宅區內一般只允許30公里／小時。德國獲准行駛的機動車約4,000多萬輛，人均0.63辆（2008年）。近年来，德国政府大力推行一系列優惠措施，公眾巴士越來越為人們所喜愛和接受。此後自行車也悄悄進入城市交通，许多城市有自行车路线，并修建自行車高速公路。
德國的鐵路總長度近5万公里，居世界前十位。德国亦建立起多中心的高速铁路网，联通德国主要城市及周边国家，其营运速度最高达300公里每小时。1994年，德國聯邦鐵路和德國國營鐵路合并，實現私有化，成為德國鐵路股份公司(DB)。2014年，德国政府对德国铁路公司补贴170亿欧元。
漢莎航空是德國最大的航空企業。法兰克福机场和慕尼黑机场为德国最大机场，二者均为汉莎航空的枢纽机场，其中法蘭克福國際機場是歐洲第三、世界第八大機場，也是歐洲貨運量和起降量第二大機場；柏林-泰格尔机场和杜塞尔多夫机场则为柏林航空枢纽机场。
目前德國的內河年貨運量在2億噸以上，約占全國貨運總量的1/4。其中萊茵河承擔約2/3的水路运量，被称为「歐洲黃金水道」。基爾運河它是世界上運量最大的人工水道之一，方便波羅的海與北海間的航運。德国的主要港口有汉堡、不来梅哈芬、威廉港、吕贝克和罗斯托克。其中汉堡港，是欧洲第三大、世界第九大港口，有“德国通向世界的门户”之称。2012年落成的威廉港集装箱港区是德国唯一的天然深水良港，水深达18米，与汉堡港作为传统的通商口岸形成良好的互补。

### 能源
於2008年，德國能源消耗居世界第6位，其中六成的主要能源依賴進口。2014年，德国的能源来源为石油（35.0%）、煤及褐煤（24.6%）、天然气（20.5%）、核能（8.1%）、水力及可再生能源（11.1%）。德国政府及德国核能产业同意在2021年前逐步除役全部核电站。政府亦推动能源节约、绿色能源和减排活动，并计划在2020年前使全国发电使用可再生能源比例达到40%。德国履行《京都议定书》及其他条约以促进生物多样性、减少排放、管理水资源及可再生能源商业化。德国的家庭回收率为近65%，为世界最高之一。即便如此，2010年德国的温室气体排放量仍旧为欧盟最高。德国能源转型（Energiewende）计划通过提升能源效率和使用可再生能源，推动德国经济向可持续化发展。

### 科技

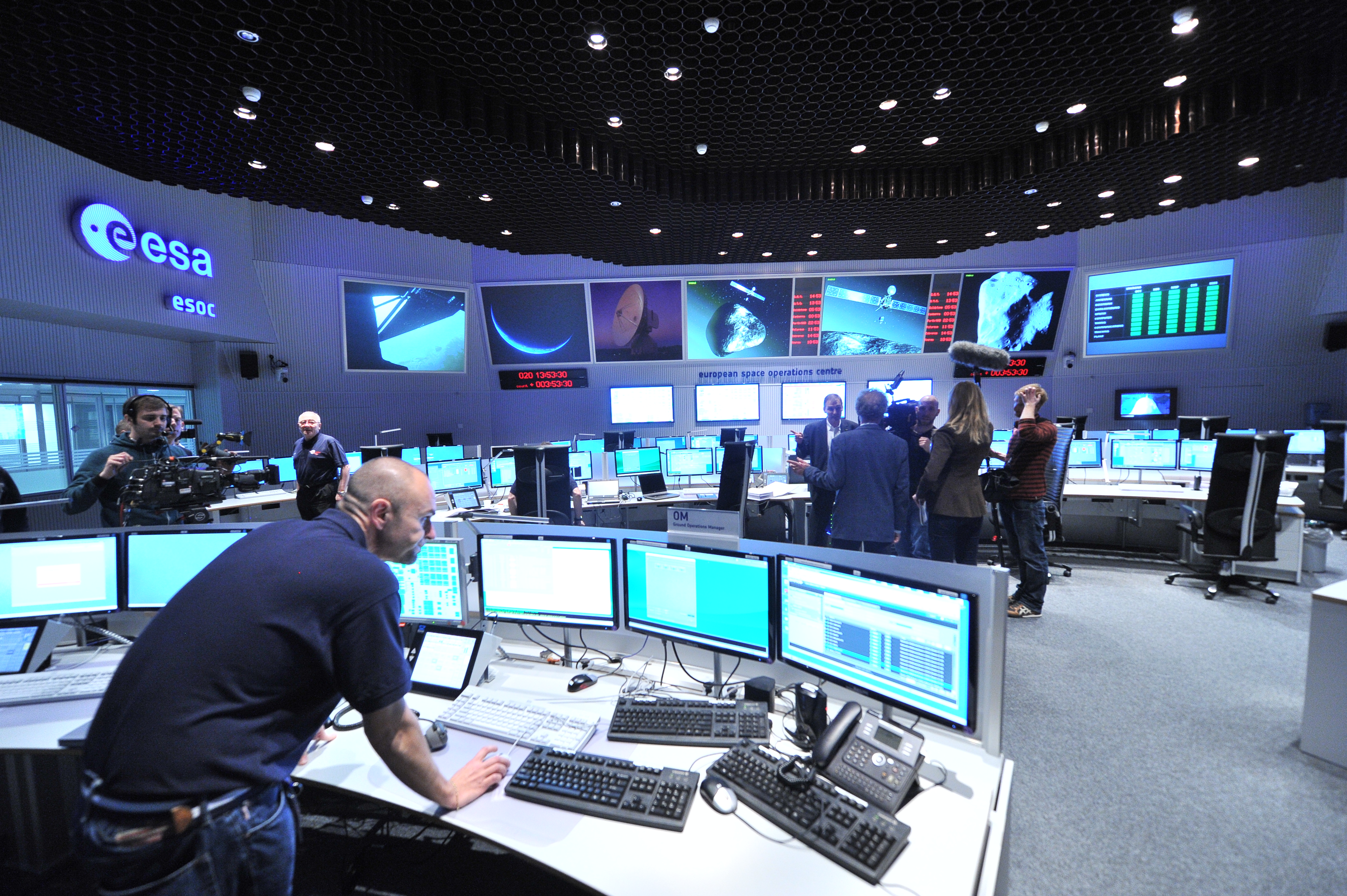
位于达姆施塔特的欧洲太空控制中心

20世纪初至今德国共有104位诺贝尔奖获得者，在科学领域（物理、化學、生理學或醫學）优势明显。
德国拥有一整套结构完善、分工明确、协调一致的科研体系。高等院校、独立研究机构、企业科研机构是德国科研体系的三大支柱。德国共有300余所大学及专科学院和众多独立科研机构，如马普学会拥有79个研究所、弗劳恩霍夫协会拥有48个研究所，此外还有亥姆霍兹联合会、16个国家研究中心以及84个“蓝名单”科研机构。德國研究開發的资金来源除了政府之外还有企业、非盈利机构、高校、国外投资等，2013年共计797亿欧元，占德国國內生產毛額的2.84%。戈特弗里德·威廉·莱布尼茨奖每年頒予10名科學家或學術研究者，獎金最高為250萬歐元，為世界上資助研究獎金最高者之一。德国目前重点科技领域包括基础研究、应用研究、信息及通信技术、生物技术、卫生、环保、新材料、能源、交通、航空航天、海洋、地球科学、国防等。不过，经济咨询公司BDO及汉堡世界经济研究所联合进行的一项调研显示，德国在高科技研究领域开始落伍，2012年至2014年，德国每百万人口申请专利数量为916个，在百万人口专利数量方面世界排名第五。
爱因斯坦和普朗克為近代物理学的重要奠基者，维尔纳·海森堡及马克斯·玻恩並進一步發展。威廉·伦琴發現X射线，並於1901年獲得首屆諾貝爾物理學獎。奥托·哈恩為放射及放射化学領域的先驅，並發現核裂变。費迪南德·科恩及建立微生物学。德國还有高斯、莱布尼茨等数学家。德國也有許多著名發明家及工程师，如漢斯·蓋革發明盖革计数器；康拉德·楚澤建造首部全自動數位電腦。斐迪南·冯·齐柏林、奧托·李林塔爾、戈特利布·戴姆勒、鲁道夫·狄塞尔、胡戈·容克斯及卡尔·本茨等人形塑現代汽車及航空運輸科技。航空航天工程家沃纳·冯·布劳恩開發第一枚太空火箭，而後於美国国家航空航天局開發土星5号运载火箭，使阿波罗计划得以實現。海因里希·赫兹證實电磁波存在，對現代電信發展相當重要。位于格赖夫斯瓦尔德的文德尔施泰因7-X具有一研究聚变能的设施。

### 旅游

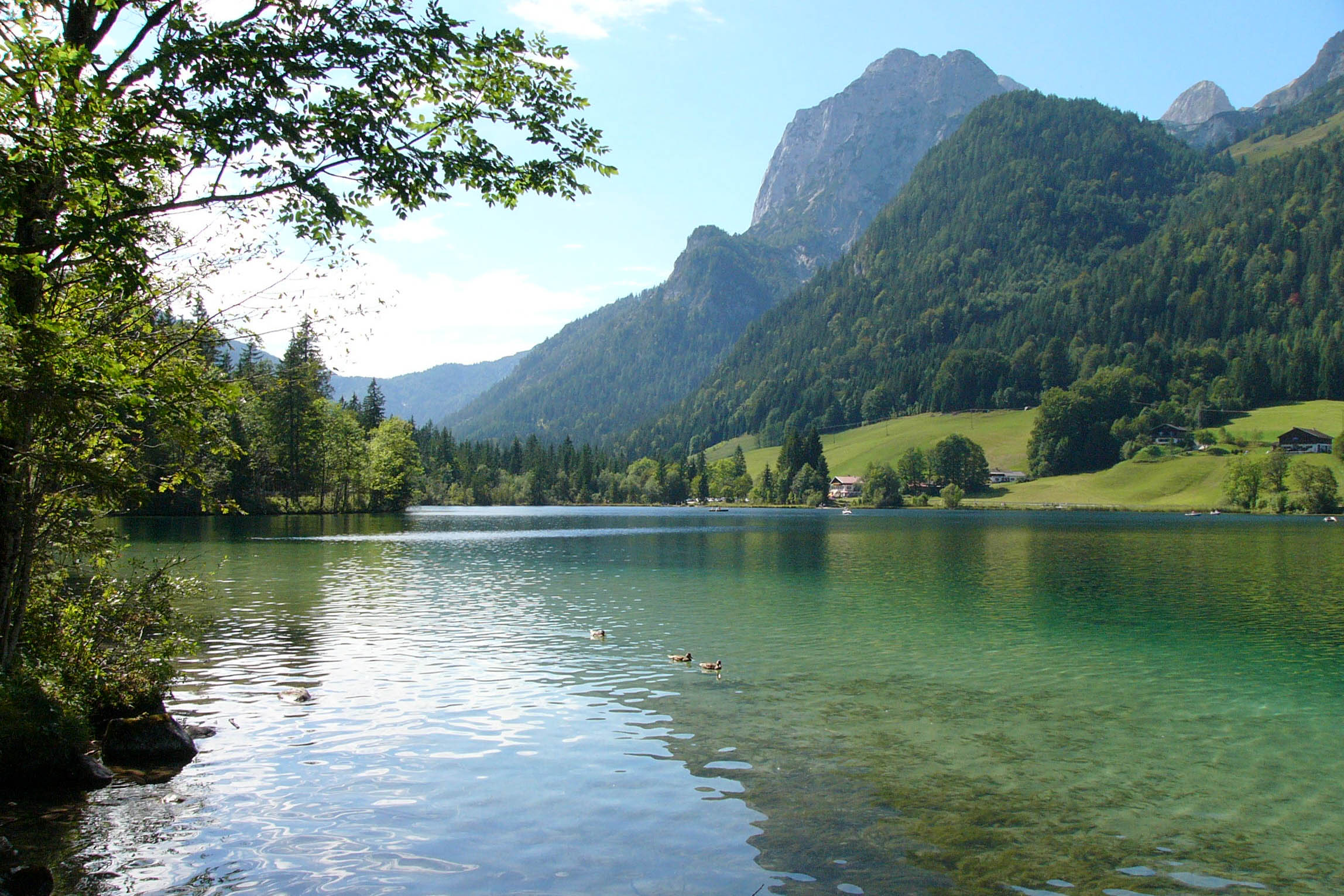
国王湖位于阿尔卑斯地区的贝希特斯加登。巴伐利亚为来访人数最多的德国州；梅克伦堡-前波美拉尼亚则为国内访客最多的州

德国是世界入境游客数量第7多的国家，2012年到访过夜游客数量达到4.07亿人次，其中包括6,883万外国游客。2012年，超过3,040万国际游客到访德国。柏林为欧洲访客数量第三高的城市。此外，超过30%的德国国民在本国度假，国内访客最多的州为梅克伦堡-前波美拉尼亚。德国11,116个乡镇中在旅游局登记的约有4000个，其中310个获得疗养地或海水浴場的认证。德国国内及国际旅游对GDP的直接贡献数额达到432亿欧元；将间接因素包括在内后，旅游业贡献4.5%的GDP，并提供两百万个就业岗位（占总就业的4.8%）。
德国以其多元的旅游线路闻名，包括南部從維爾茨堡到菲森的浪漫之路；西部穿越普法爾茨葡萄酒產區葡萄酒之路；從曼海姆經海爾布隆、紐倫堡一直延伸到捷克首都布拉格的城堡之路；从波罗的海到博登湖纵贯德国南北长达2900公里的大道之路；还有从德国北部的易北河到瑞士边境博登湖的德国木构架之路，将桁架这一建筑形式的重要代表串联起来。另外德国还有6,135个博物馆、366剧院、34主题公园、4万5千个网球场、648个高尔夫球场、122个自然公园，徒步旅行的线路达19万公里，自行车线路4万公里。
德国有联合国教科文组织批准的世界遗产数量达41个，包括雷根斯堡、班贝格、吕贝克、奎德林堡、魏玛、施特拉尔松德和维斯马的历史城区等38项文化遗产和麦塞尔化石坑、瓦登海、古山毛櫸森林等3项自然遗产。德国最受欢迎的旅游景点包括新天鹅堡、科隆主教座堂、德国国会大厦、皇家宫廷啤酒屋、海德堡城堡、茨温格宫、柏林电视塔及亚琛主教座堂。位于弗莱堡的欧洲公园是欧洲第二受欢迎的主题公园。

## 社会

### 人口

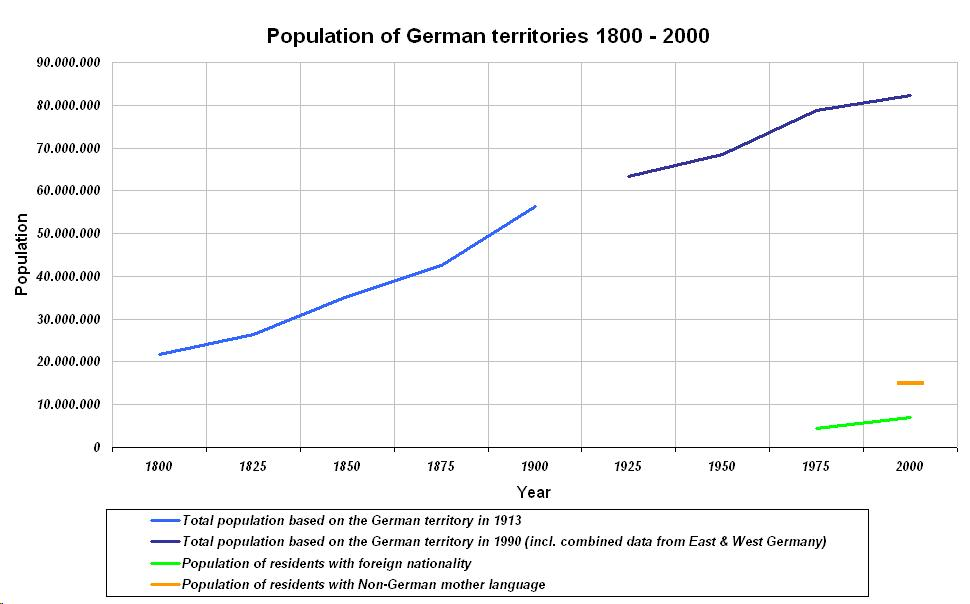
德国人口发展趋势图（1800年至2010年）

根据2011年人口普查数据，德国人口约为8,020万，而至2015年6月30日这一数字上升至8,150万，到2015年12月31日至少达到8,190万。德国为欧盟人口最多的国家，在欧洲则为第2位（居俄罗斯之后），世界第16位。其人口密度为227人/平方千米（588人/平方英里）。总预期寿命为80.19岁（男性77.93岁；女性82.58岁）。总和生育率为每名妇女生育1.41名子女（2011年估计），即年增长率约千分之8.33，为世界最低之一。自1970年代起，德国的死亡率持续高于其生育率，但自2010年代以来其生育率和移民率有一定提升，受优良教育的移民数量尤有提升。
四个颇具规模的族群因其祖先在相应区域长期定居，被称为“国家少数民族”。在北端的石勒苏益格-荷尔斯泰因州有近50,000名丹麦裔；在萨克森和勃兰登堡的卢萨蒂亚地区有近60,000名斯拉夫裔索布人；罗姆人和辛提人生活于联邦全境；弗里斯兰人则生活于石勒苏益格-荷尔斯泰因西岸及下萨克森西北部。近500万德国人生活在海外。

### 移民

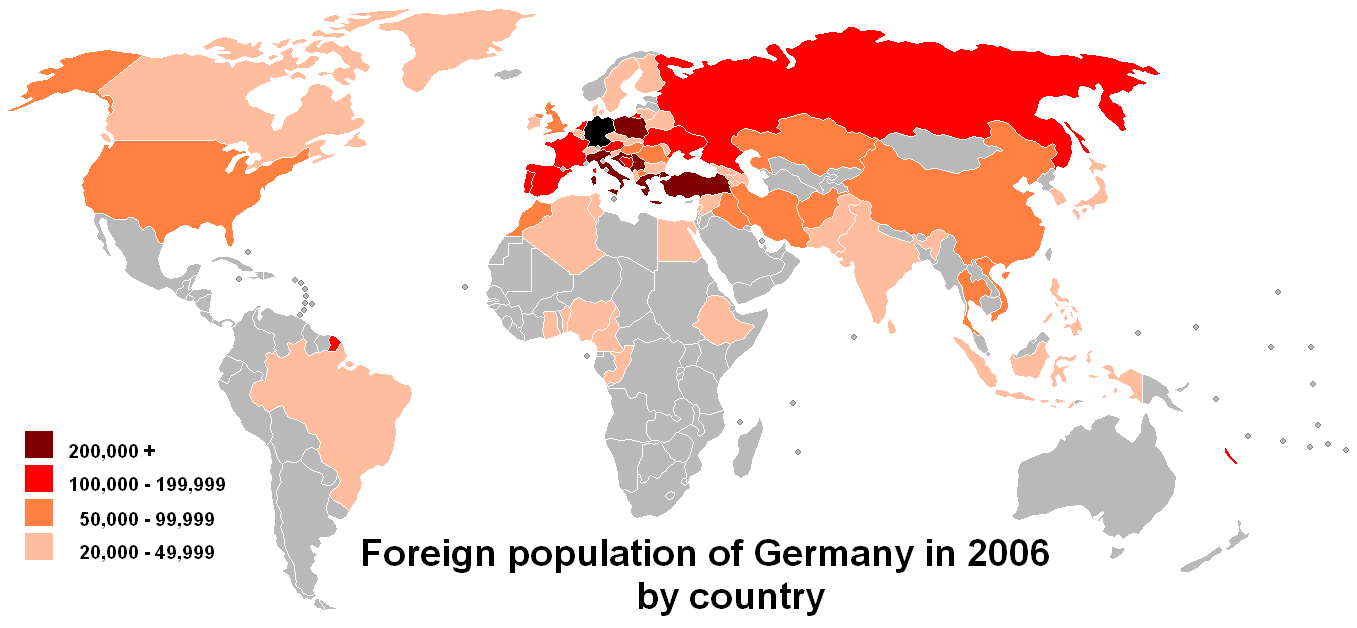
德国的国际移民数量居世界第二

2014年，德国8,100万居民中有近700万无德国国籍，其中96%生活在德国西部，大多数居于城市区域内。
1960年代和1970年代，德国政府邀请“客籍工人”移居德国。许多企业在这些工人完成培训后将其留在德国国内继续工作，由此德国的移民人口稳固提升。截至2011年，近600万外国公民（占总人口7.7%）在德国注册登记。
德国联邦统计局将其公民根据移民背景分类。2009年，全国20%居民（超过1,600万人）具有移民或部分移民背景（包括被遣返的德意志裔）。2010年，在拥有18岁以下子女的家庭中，29%至少父母有一方具有移民背景。
2015年，联合国经济和社会事务部人口分部统计德国共有1,200万国际移民，约占全球2.44亿移民的5%，居世界第二位。在移民占总人口数量百分比方面，德国位居欧盟第7位，世界第37位。截至2014年，最大的移民族群来自土耳其（2,859,000），其次为波兰（1,617,000）、俄罗斯（1,188,000）和意大利（764,000）。自1987年来，近300万德意志人（多数来自前东方集团国家领土）行使其回归权移居德国。

### 宗教
自1871年德意志帝国建国以来，德国大部分為基督徒，2023年的調查中，其中24%為天主教信徒及21.9%為新教信徒，并有为数显著的少数犹太裔。其他宗教信仰者亦存在，但数量非常有限。在1945年后，德国分為東德與西德，宗教局势逐渐变化，西德由于移民逐渐多元化，而东德则由于公家的馬列主義而整体趋于無神論。在两德统一后，多元化趋势得到延续。
截至2023年，基督宗教为德国第一大宗教，信徒占总人口47.45%，德國总人口中24%则信仰天主教，21.9%的人口信仰為新教的德國的福音派教會（由德國信義會與歸正宗聯合），而東正教信徒占1.5%，其他基督教教派或獨立教會佔1%。2023年，天主教会成员人数达2,034万（总人口的24%），福音派教会人数为1,856万（总人口的21.9%），两大教会近年信徒流失数量均颇为显著。
地理上，新教主要集中于德国北部、中部和东部，信徒多属福音会，囊括路德宗、改革宗及二者的联合（可追溯至1817年的普鲁士联合教会）。天主教主要集中于南部和西部。
2011年，33%的德国民众不属于任何官方认可的特别宗教组织。无宗教状况在前东德地区及大都市区域相对普遍。
伊斯兰教为德国第二大宗教。根据2011年人口普查数据，1.9%的德国人称其为穆斯林。近年估计有210万至400万穆斯林生活于德国。多数穆斯林为来自土耳其的逊尼派和阿列维派，但亦有一定数量的什叶派、阿赫迈底亚派及其他宗派
其他宗教信仰者占德国总人口比率低于1.0%，信仰佛教（250,000人，0.3%）、印度教（约100,000人，0.1%）、犹太教信徒占0.1%，其他宗教信徒占2.7%，其他宗教社群人数均少于50,000人。

### 語言

欧盟成员国的德語普及程度（2010年）

德语為德國的官方語言及主要通行語言，為24個歐盟官方語言之一，並為3個欧洲联盟委员会的工作語言之一。德语是欧洲联盟中第一语言使用者最多的语言，母语者数量约达1亿。
德國所承認的少數語言包括丹麦语、低地德语、索布语、罗姆语及弗里西语，並受歐洲區域或少數民族語言憲章保護。最受广泛使用的移民语言为土耳其语、庫爾德語、波兰语、巴爾幹地區語言及俄语。調查顯示67%的德國公民能以1種外語溝通，而27%能運用2種或以上外語。
標準德語與英语、低地德语、荷蘭語及弗里西语較為相近，同屬西日耳曼語支，該語支與东日耳曼语支（绝灭）與北日耳曼语支同屬印欧语系的日耳曼语族，該語族也是多數德語詞彙的來源；部分詞彙來自拉丁語及希臘語，另有一小部分來自法語，近來多來自英語。德文以拉丁字母書寫。德語方言差異可追溯至日耳曼部落時期，並能從與標準德語在詞彙、音韻、语法等語言變體而分辨。

### 教育

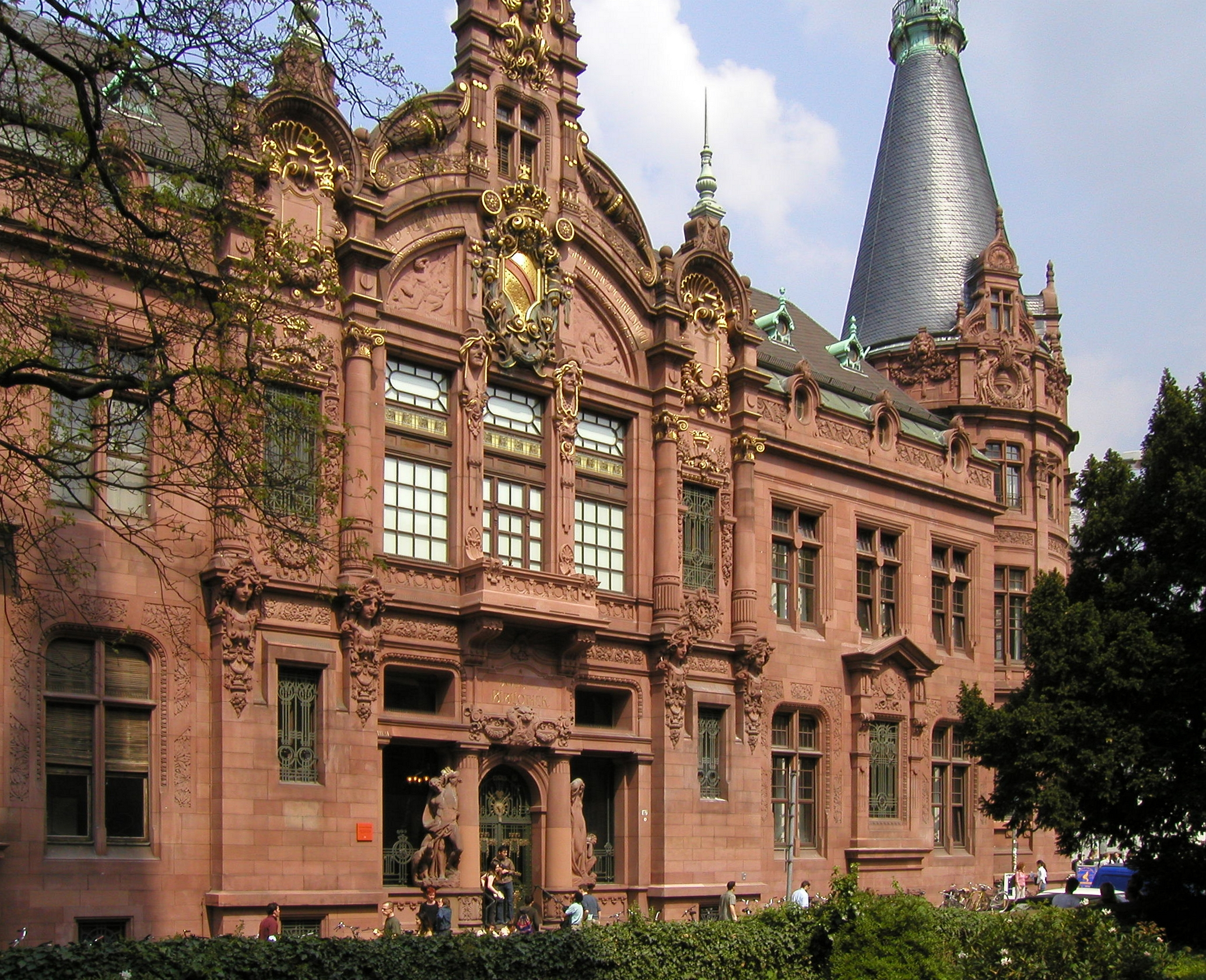
海德堡大学于1386年建立，为德国大学卓越计划成员之一

德国教育的监管主要由各州政府负责。非强制性的幼儿园教育向所有三至六岁的儿童开放，而此后的义务教育必须持续至少九年。基础教育一般持续四至六年。中等教育根据不同教育级别分为三类传统学校：文理中学，为具有天赋的儿童提供教育并为其准备大学教育；实科中学为中等程度学生就读，为期六年；主干学校则提供职业教育。综合中学（Gesamtschule）整合中等教育。
双轨教育（Duale Ausbildung）系统之下的技术资格证明与学术学历几乎相当。在此机制下，参加职业教育的学生可在公司或国营的学校中学习。这一模式受到好评，并在世界其他地方得到使用
德国大学多为公共机构，传统上学生可免学费学习。进入大学一般需要经过中学会考（Abitur），但根据州、学校及学生亦有其他方式。免费教育亦对国际学生开放，这一状况日渐普遍。根据2014年OECD报告，德国为国际学习的第三大目的国。
德国具有相当长的高等教育历史，反映其作为现代经济体的全球地位。一些德国大学历史十分悠久，最古老的为海德堡大学（1386年建立），其后为莱比锡大学（1409年）、罗斯托克大学（1419年）和格赖夫斯瓦尔德大学（1456年）。1810年自由教育改革家威廉·冯·洪堡创建柏林大学，其办学模式为诸多欧洲及西方大学借鉴。当代德国产生十一所卓越大学，包括柏林洪堡大学、不来梅大学、卡尔斯鲁厄理工学院、德累斯顿工业大学、蒂宾根大学、亚琛工业大学、柏林自由大学、海德堡大学、康斯坦茨大学、慕尼黑大学及慕尼黑工业大学。

### 醫療衛生

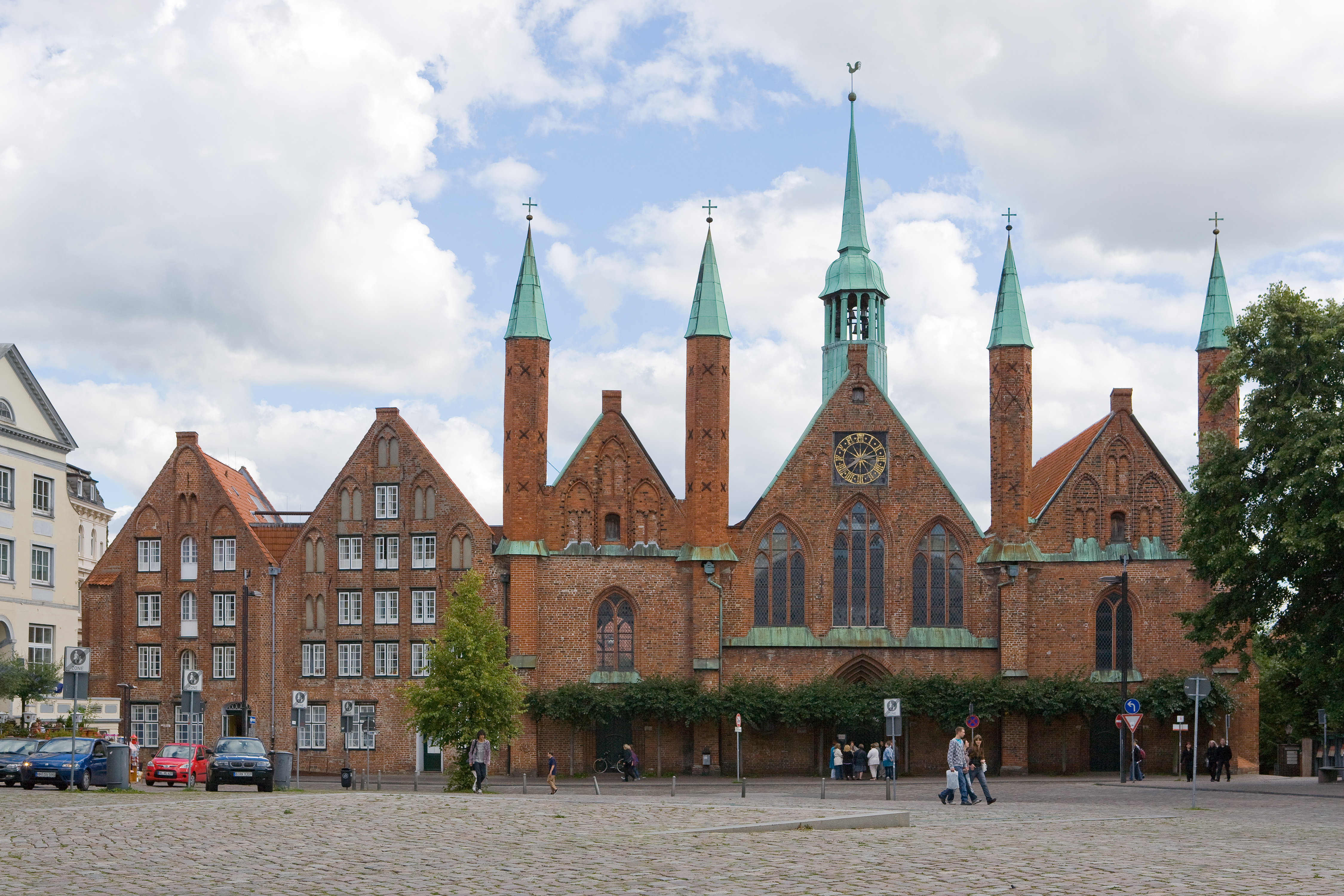
吕贝克圣灵护理所，1286年建立，为现代医院的雏形

德国的护理所系统可追溯至中世纪。现今的德国拥有世界上历史最悠久的全民医疗保健体系，其始于1880年代奥托·冯·俾斯麦的社会立法。自1880年代起，改革与立法保证医保体系的平衡。现今德国人口的健康保险由法定的医保方案覆盖，而其特别条款使一些群体可选择使用私人医保方案。根据世界卫生组织数据，截至2013年，德国的医保系统77%由政府负担，23%由个人出资。2015年，医疗支出占德国国民生产总值的11%。德国男性与女性的预期寿命分别为77岁及82岁，居世界第20位；其婴儿死亡率较低，约为千分之四。
2010年，德国人的主要死亡原因为心血管疾病，占41%，其次为恶性肿瘤，占26%。2008年，约有82,000感染艾滋病，自1982年起共有26,000人因此死亡。2013年调查表明15岁以上的德国人吸烟率为24.5%。肥胖问题在德国逐渐严重。2007年研究表明德国肥胖率为欧洲最高。

## 文化

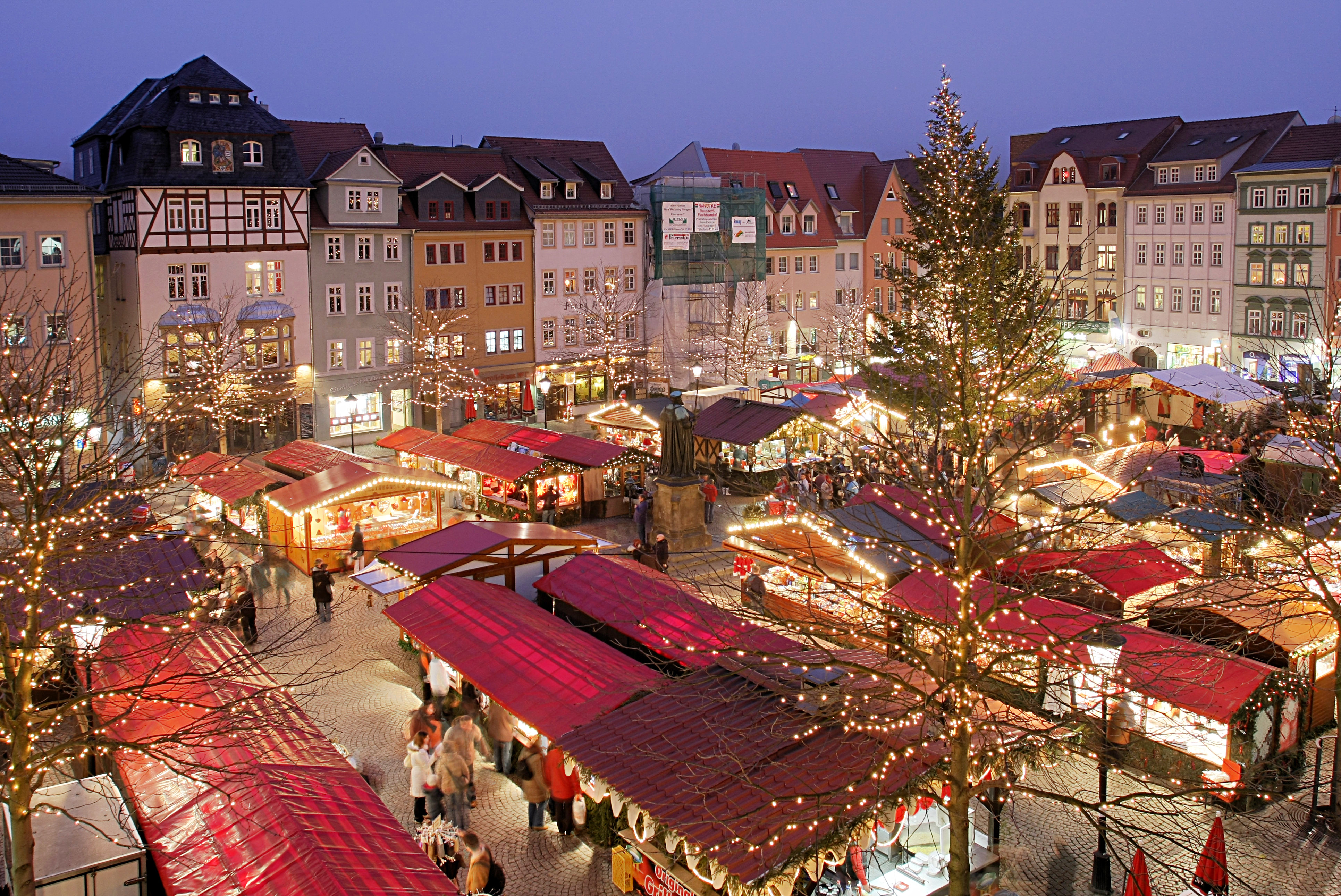
德国圣诞市场

德国文化在宗教和世俗层面均受欧洲主要思潮及群众运动的塑造。由于其文学家及哲学家对西方文化思想贡献巨大，德国在历史上也被称作“诗人与思想家之国”（Das Land der Dichter und Denker）。
德国民间节日传统颇具名望，如慕尼黑啤酒节和圣诞传统，包括将临花圈、圣诞剧、圣诞树、圣诞蛋糕及其他习俗。截至2016年，联合国教科文组织已将德国40项遗产列入其世界遗产名录。每个州自行指定其公共节日，而自1990年以来，10月3日即为德国国庆日，称德国统一日。
21世纪的柏林发展成为世界主要文化中心之一。根据安霍尔特-捷孚凯国家品牌指数，2014年德国列50个全球最受尊重国家之首（位于美国、英国及法国之前）。英国广播公司于2013年及2014年的全球民意调查均显示德国为正面影响力最高的国家。

### 音乐

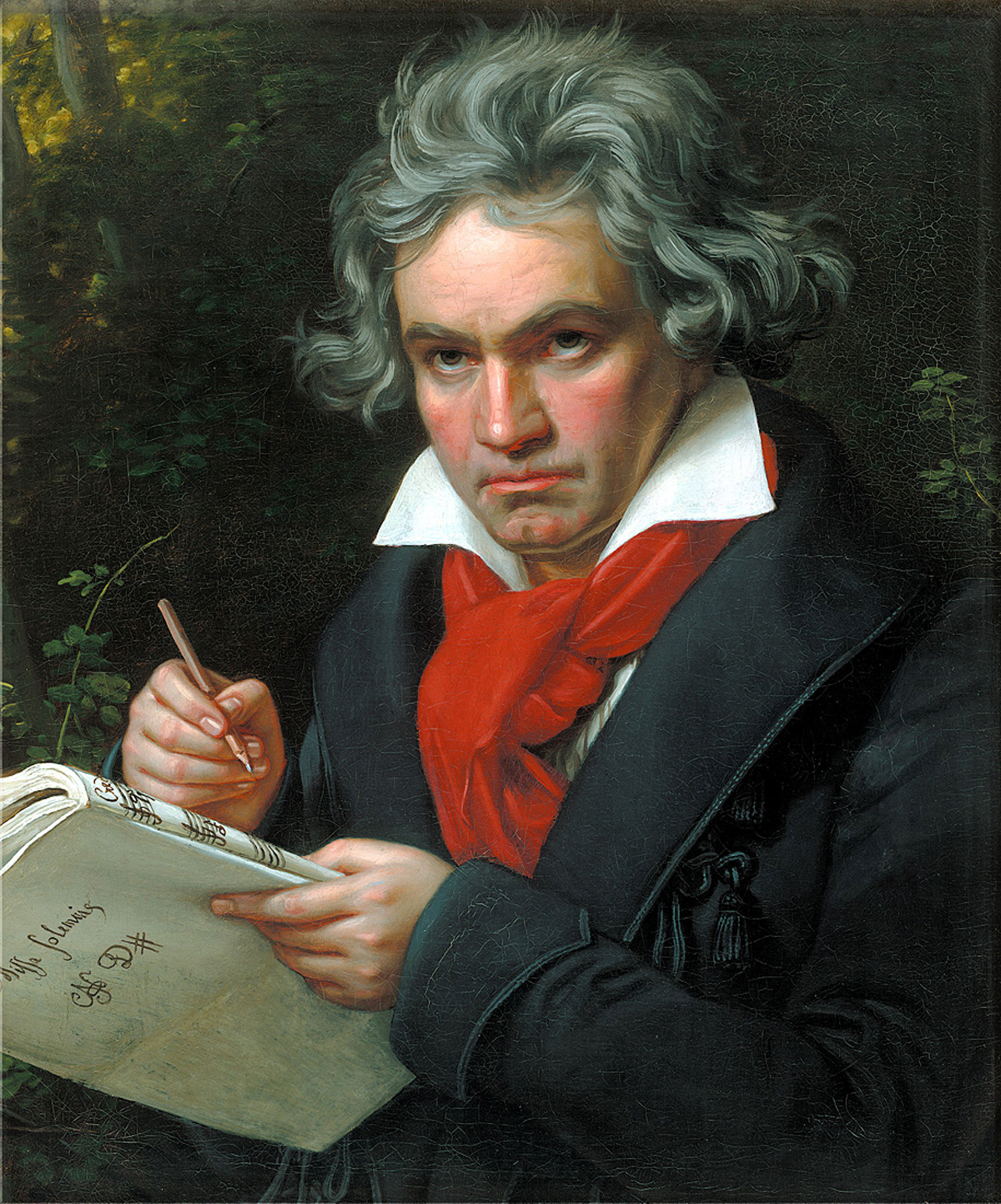
路德维希·范·贝多芬（1770–1827），作曲家

诸多世界著名古典音乐作曲家来自德国。迪特里克·布克斯特胡德创作管风琴清唱剧，影响日后包括约翰·塞巴斯蒂安·巴赫和格奥尔格·弗里德里希·亨德尔在内的巴洛克时期重要作曲家。生于奥格斯堡的利奥波德·莫扎特在其于萨尔茨堡担任小提琴手和教师期间培养世界最伟大的音乐家之一——沃尔夫冈·阿马德乌斯·莫扎特。路德维希·范·贝多芬是古典主义和浪漫主义音乐过渡期间的重要人物。卡尔·马利亚·冯·韦伯和费利克斯·门德尔松在浪漫主义早期扮演重要的角色。罗伯特·舒曼和约翰内斯·勃拉姆斯则将浪漫主义音乐发扬光大。理查德·瓦格纳的歌剧颇具名望。理查德·施特劳斯是浪漫主义晚期和现代早期的领衔人物之一。卡尔海因茨·施托克豪森和汉斯·季默则为20世纪和21世纪的重要作曲家
德国是全欧洲第二大及世界第四大音乐市场。20世纪及21世纪德国流行音乐形式与运动包括新德国浪潮、流行、东方摇滚、重金属/摇滚里最有影响力的乐队是德国战车(Rammstein)、朋克、流行摇滚、独立及施拉格流行等。德国电子音乐在发电厂乐团和橘梦乐团引领之下产生国际范围内的影响力。德国铁克诺和浩室领域的DJ和音乐家亦获得广泛的声望（如罗宾·舒尔茨、保罗·范迪克、保罗·卡尔布雷纳和Scooter等）。

### 美术
德国画家对西方美术史的发展产生重要的影响。阿尔布雷希特·丢勒、小汉斯·霍尔拜因、马蒂亚斯·格吕内瓦尔德和老卢卡斯·克拉纳赫是文艺复兴期间重要的德国艺术家。彼得·保罗·鲁本斯和约翰·巴普蒂斯特·齐默尔曼（巴洛克）、卡斯帕·大卫·弗里德里希和卡尔·施皮茨韦格（浪漫主义）、马克斯·利伯曼（印象派）及马克斯·恩斯特（超现实主义）亦在其各自时期具有重要地位。奥托·施密特-霍弗、弗朗茨·伊夫兰和尤利乌斯·施密特-费林等雕塑家亦在19世纪末20世纪初对德国艺术史作出重要贡献
20世纪多个艺术集团在德国建立起来，包括十一月集团、桥社及瓦西里·康定斯基领衔的蓝骑士。这些团体影响慕尼黑和柏林表现主义的发展。作为对应艺术形式，新即物主义在魏玛共和国时期发展起来。战后的德国艺术趋势可大致分为新表现主义、行为艺术及观念艺术。知名新表现主义艺术家包括格奥尔格·巴泽利茨、安塞尔姆·基弗、约尔格·伊门多夫、A·R·彭克、马库斯·吕佩尔茨、彼得·罗伯特·凯尔和赖纳·费廷。其他传统媒体或人像领域的艺术家还包括马丁·基彭贝格尔、格哈德·里希特、西格玛尔·波尔克和内奥·劳赫。德国著名概念艺术家有贝恩德和希拉·贝歇尔、汉娜·达尔博芬、汉斯-彼得·费尔德曼、汉斯·哈克、约瑟夫·博伊斯、H·A·舒尔特、阿里斯·卡莱泽、内奥·劳赫和安德烈亚斯·古尔斯基。卡塞尔文献展、柏林双年展、跨媒体艺术节和科隆艺术节为德国的主要艺术展和艺术节。

### 建筑
德国在建筑方面作出的贡献包括卡洛林和奥托风格，这二者为罗曼式建筑的先导。中世纪砖砌哥特式风格亦发源于德国。在文艺复兴和巴洛克时期，德国亦发展出相应的地方性风格（如威悉文艺复兴和德累斯顿巴洛克）。巴洛克时期的著名建筑师包括马特乌斯·丹尼尔·珀佩尔曼、巴爾塔薩·諾伊曼、格奥尔格·文策斯劳斯·冯·克诺贝尔斯多夫和阿萨姆兄弟。韦索布伦派主导18世纪南德的灰泥建筑风格。上施瓦本巴洛克之路途中，雕塑家约翰·米夏埃尔·福伊希特迈尔、灰泥匠兄弟约翰·巴普蒂斯特·齐默尔曼和多米尼库斯·齐默尔曼的贡献一览无遗。德国民居建筑以其木骨架（Fachwerk）传统闻名，不同地区风格各有不同。
欧洲工业化时期，古典主义和历史主义风格在德国发展起来，因19世纪的经济繁荣而时被称作奠基時代风格。区域性历史主义风格包括汉诺威派、纽伦堡风格及德累斯顿森佩尔-尼古拉派。新天鹅堡为最著名的德国建筑之一和罗曼复兴式建筑的代表。18世纪一些亚风格在德国的矿泉疗养地及海水浴场中发展起来。德国艺术家、作家和画廊家如西格弗里德·宾、格奥尔格·希尔特和布鲁诺·默林亦为20世纪初新艺术运动的发展作出贡献
表现主义建筑在1910年代的德国发展起来，并影响装饰风艺术等其他现代风格，弗里茨·赫格尔、埃里希·门德尔松、多米尼库斯·伯姆和弗里茨·舒马赫为其代表人物。德国在现代主义运动早期地位十分重要，赫尔曼·穆特修斯在此创立德意志工艺联盟（新即物主义），而瓦爾特·格羅佩斯则创立包豪斯运动。由此德国也时常被认为是现代艺术和设计的摇篮。20世纪下半叶路德维希·密斯·凡德罗成为世界最著名的建筑师之一，提出玻璃摩天大楼这一概念。其他知名当代德国建筑师和建筑商还包括汉斯·科尔霍夫、谢尔盖·乔班、KK建筑所、赫尔穆特·扬、贝尼施、GMP、奥雷·舍人、J·迈尔·H、O·M·翁格尔斯、戈特弗里德·伯姆和弗莱·奧托（后两人为普利兹克奖得主）。

### 文學及哲學

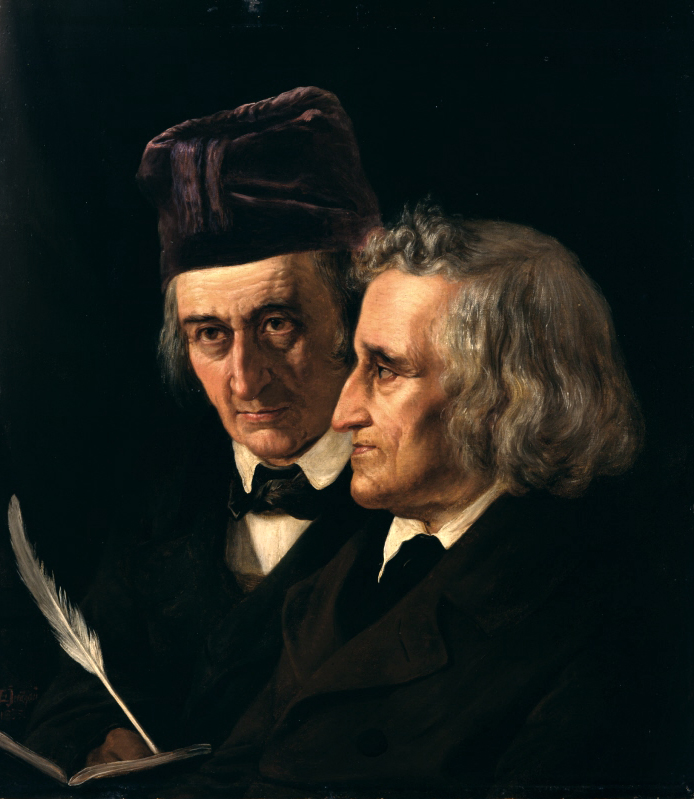
格林兄弟收集并出版了德国流行的民间故事

德国文学历史可追溯至中世纪，是时作家包括瓦尔特·冯·德·福格尔魏德和沃尔夫拉姆·冯·埃申巴赫。知名德国作家有约翰·沃尔夫冈·冯·歌德、弗里德里希·席勒、戈特霍尔德·埃夫莱姆·莱辛及台奥多尔·冯塔纳。格林兄弟收集并出版各路民间故事，也将德国民间传说推向世界。两人同时还以历史为基础收集和编纂各地不同形式的德语，其《德语词典》（Deutsches Wörterbuch；亦称《格林词典》）始于1833年，第一版于1854年出版。
20世纪具影响力的德国作家包括格哈特·霍普特曼、托马斯·曼、赫尔曼·黑塞、海因里希·伯尔和君特·格拉斯。德语出版商年均出版量约达7亿册，书目近80,000种，其中新出版书目近60,000种。在书籍出版总数上，德语书目位居世界第三，仅次于英语和汉语。法兰克福书展是世界上最重要的国际图书贸易展之一，具有长达500年的历史。
德国哲学在历史上相当重要：戈特弗里德·莱布尼茨主张理性主义；伊曼努尔·康德宣扬启蒙哲学；约翰·戈特利布·费希特、格奥尔格·威廉·弗里德里希·黑格尔和弗里德里希·谢林创立古典德国唯心主义；阿图尔·叔本华开创形而上悲观主义；卡尔·马克思及弗里德里希·恩格斯创立共产主义理论；弗里德里希·尼采提出观点主义；戈特洛布·弗雷格推动了分析哲学的发展；马丁·海德格尔研究存在主义；麦克斯·霍克海默、狄奥多·阿多诺、赫伯特·马尔库塞和尤尔根·哈贝马斯发展的法兰克福学派亦颇具影响力；奥斯瓦尔德·斯宾格勒则推行历史哲学。

### 媒體

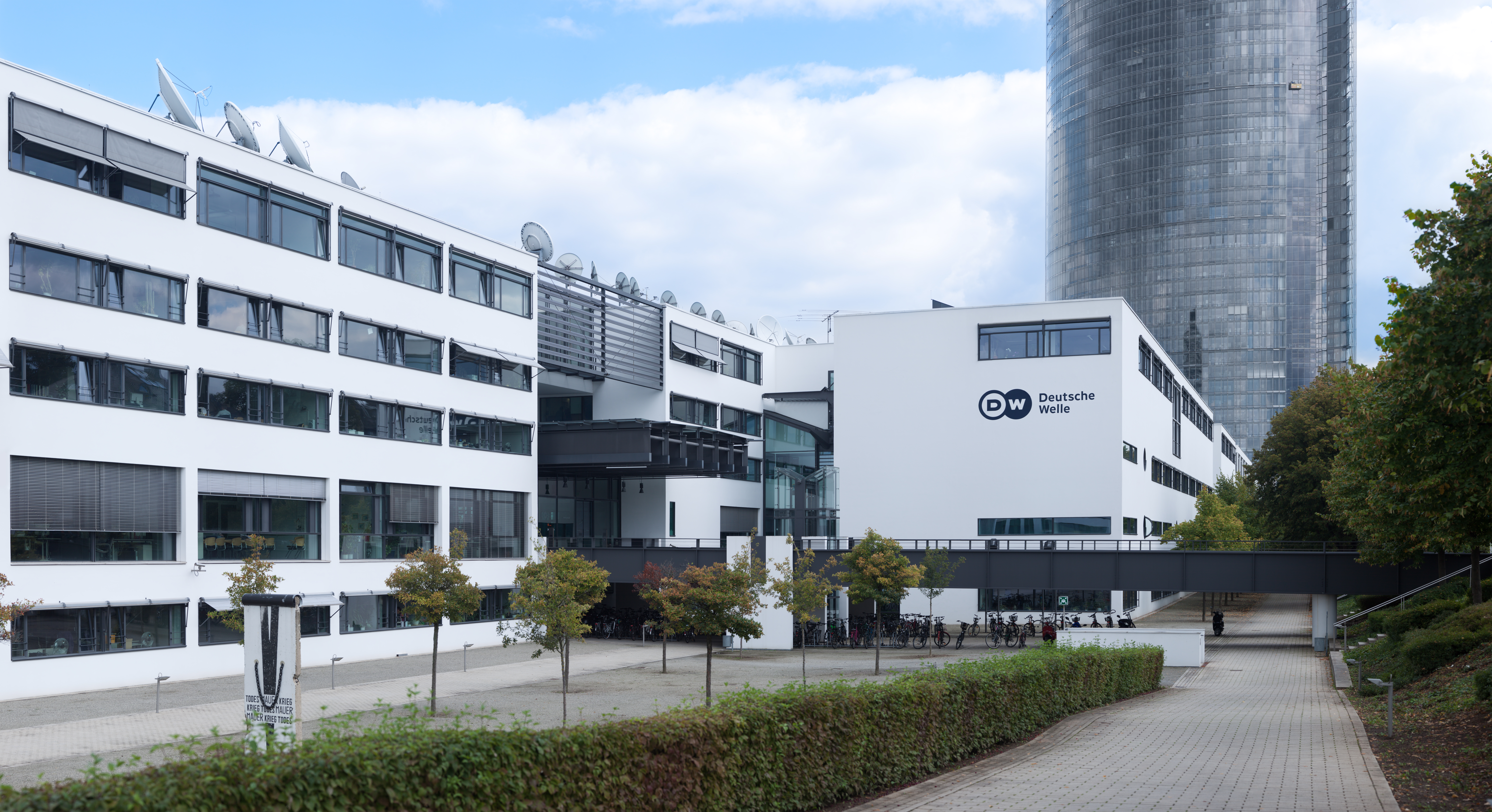
位于波恩的德国之声总部

德国最大的国际媒体企业为贝塔斯曼、阿克塞尔·斯普林格集团和普罗西本萨特爱因斯传媒。德新社亦为重要的媒体机构。德国的电视市场为欧洲最大约3,800万家庭拥有电视，近90%的德国家庭拥有有线电视或卫星电视，可接收公共免费电视及商业电视频道。德国有超过500个公共和私人广播电台，德国之声为最主要的德国外语电视和广播商。德国国家广播为德国广播，德国公共广播联盟则负责地方服务。
诸多欧洲销量最高的报纸和杂志在德国出版。发行量最大的报纸（或网络媒体）为《图片报》《时代周报》《南德意志报》《法兰克福汇报》和《世界报》，杂志则为《明镜》《亮点》和《焦点》。
德国的游戏市场亦为世界最大之一。于科隆举行的Gamescom为世界规模最大的游戏展之一。来自德国的流行游戏包括《Turrican》、《纪元》系列、《工人物语》系列、《哥特王朝》系列、《咒语力量》系列、《孤岛惊魂》系列及《孤岛危机》系列。重要游戏制作商和发行商包括Blue Byte、Crytek、Deep Silver、Kalypso Media、Piranha Bytes和Yager Development，社交网络游戏商则包括Bigpoint Games、Gameforge、Goodgame Studios和Wooga。

### 电影

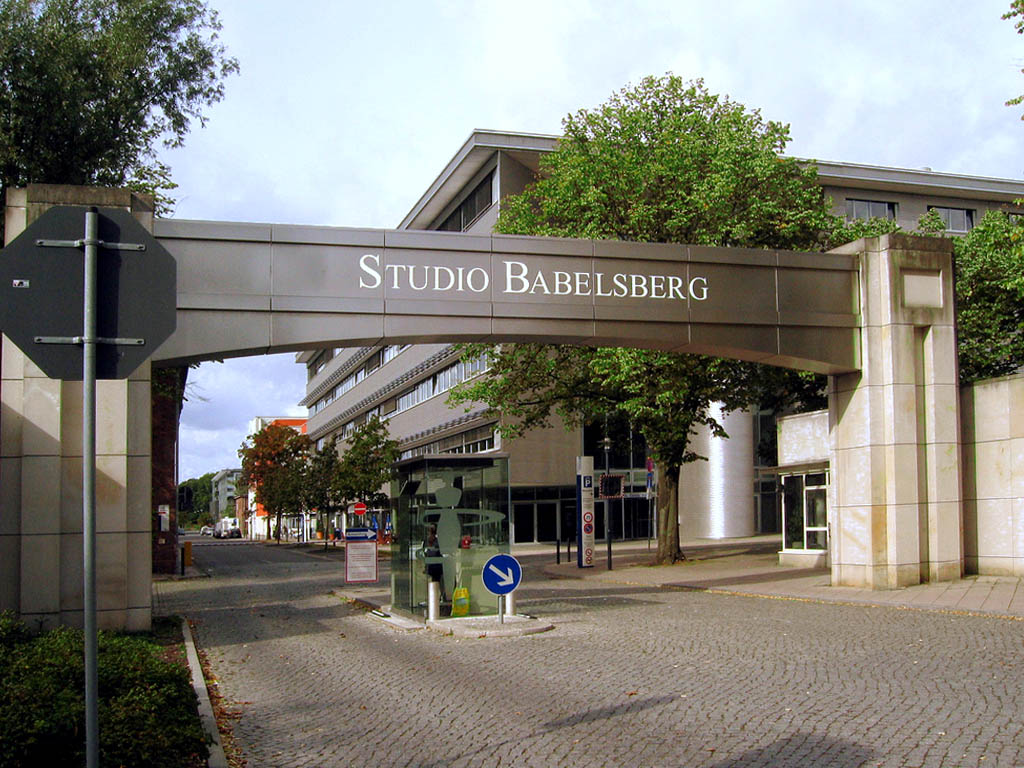
柏林附近的巴贝尔堡摄影棚为世界首个大型电影制作室

德国电影对其领域在技术和艺术上都作出巨大的贡献。斯科拉达诺夫斯基兄弟的作品在1895年首映。位于柏林市郊波茨坦著名的巴贝尔堡摄影棚于1912年建立，为世界首个大型电影制作室，现今为欧洲最大制作室。早年德国电影受到德国表现主义的显著影响，其代表包括罗伯特·威恩和弗里德里希·威廉·穆尔瑙。弗里茨·朗的《大都会》（1927年）被认为是第一部重要科幻电影。1930年约瑟夫·冯·斯坦伯格执导首部德语有声电影《蓝天使》，由玛琳·黛德丽出任主演。莱尼·里芬斯塔尔的电影开创电影美学的新层面，其代表作为《意志的胜利》。
1945年后，许多战后时期的电影被称作“废墟电影”（Trümmerfilm），如沃尔夫冈·施陶特的《凶手就在我们中间》（1946年）。知名东德电影包括施陶特的《臣仆》（1951年）、康拉德·沃尔夫的《分裂的天空》（1964年）及弗朗克·贝尔的《撒谎者雅各布》（1975年）。1950年代西德电影的主导类型为“乡土电影”（Heimatfilm），描绘美丽的河山以及其正直的居民。
1970年代和1980年代，德国新浪潮导演如沃克·施隆多夫、维尔纳·赫尔佐格、维姆·文德斯和宁那·华纳·法斯宾德提高西德作者电影的国际地位。包括《从海底出击》（1981年）、《大魔域》（1984年）、《再见列宁！》（2003年）、《爱无止尽》（2004年）、《白丝带》（2009年）、《动物总动员》（2010年）和《云图》（2012年）等德国电影亦在国际上获得成功。1979年奥斯卡最佳外语片奖授予德国电影《铁皮鼓》，同一奖项在2002年授予《何处是我家》，2007年授予《窃听风暴》。
年度欧洲电影奖每隔一年在欧洲电影学院所在地柏林举行。柏林国际电影节颁发金熊奖，自1951年起每年举行，为世界最重要的电影节之一。德国电影奖颁发罗拉奖，自1951年起每年于柏林举行。

### 飲食

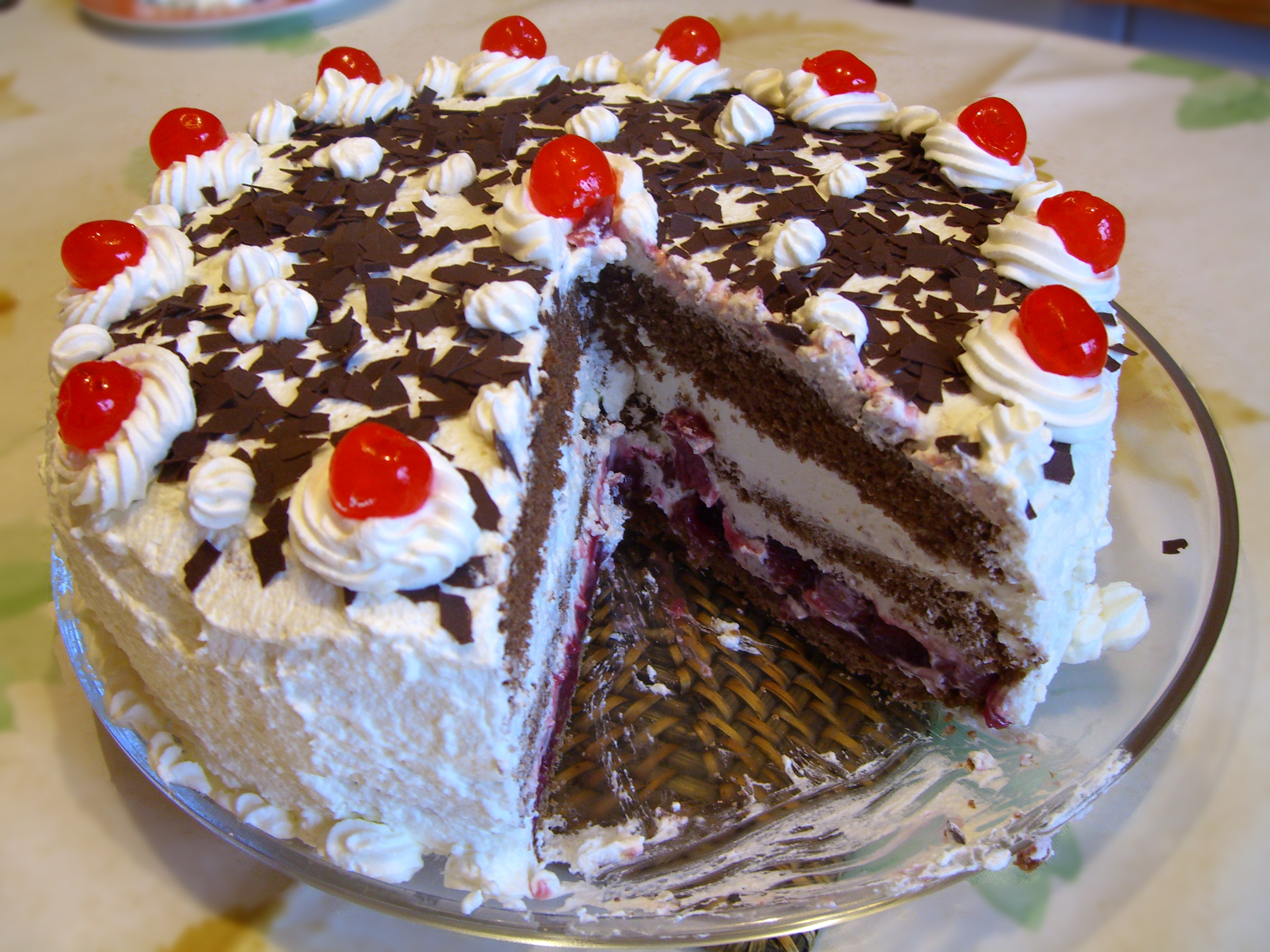
發源於德國的黑森林蛋糕（Black Forest Gâteau）

德国饮食根据地区不同而各有差异，但相邻的区域时常有共同之处（如南部的巴伐利亚和施瓦本饮食文化同瑞士和奥地利相近）。国际食品如披薩、寿司、中国菜、希腊菜、印度菜和土耳其烤肉亦因不同民族社群的存在而可以获得，颇受大众欢迎。
面包是德国饮食的重要组成部分。德国出产近600种面包和1,200种糕点和圆面包。德国奶酪的生产数量占到全欧洲的近三分之一。2012年，超过99%在德国生产的肉类为猪肉、鸡肉和牛肉。香肠在德国极为普遍，生产种类近1,500种，包括油煎香肠、白香肠和咖喱香肠等。2012年，有机食品销量占到食品总销量的3.9%。
葡萄酒在德国许多地方逐渐开始流行，但最受欢迎的国家酒精饮品仍旧为啤酒。2012年德国啤酒饮用量为每人110公升（24英制加侖；29美制加侖），在世界位居前列。德国对于啤酒纯度的规定可追溯至15世纪。
2015年《米其林指南》指定11家德国餐厅为最高的三星级，38家餐厅则获得二星评价，233家餐厅获得一星评价，总数量位居第二，仅次于法国。

### 体育

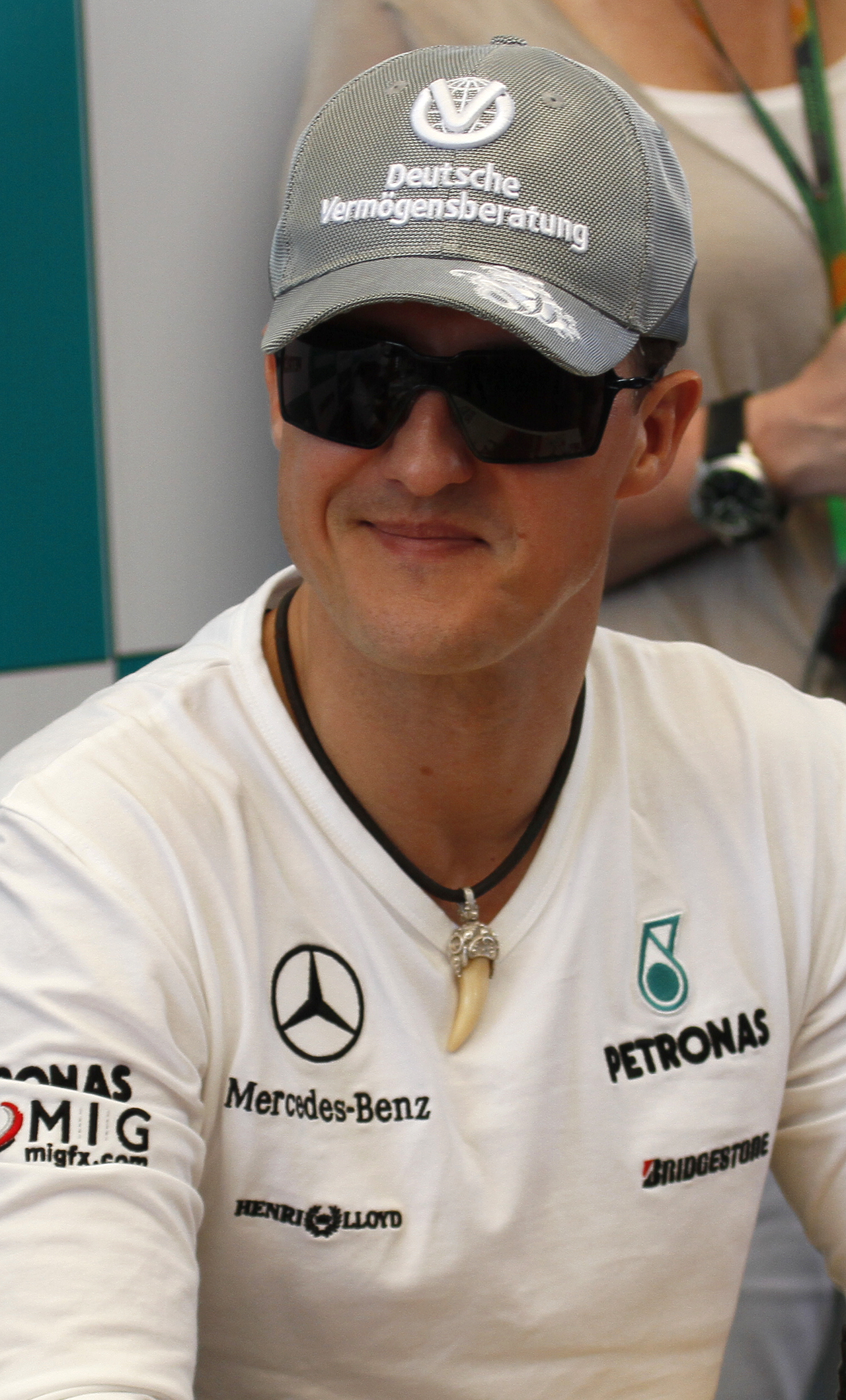
迈克尔·舒马赫

近二千七百万德国人为体育俱乐部成员，此外亦有一千二百万人独立参与体育活动。

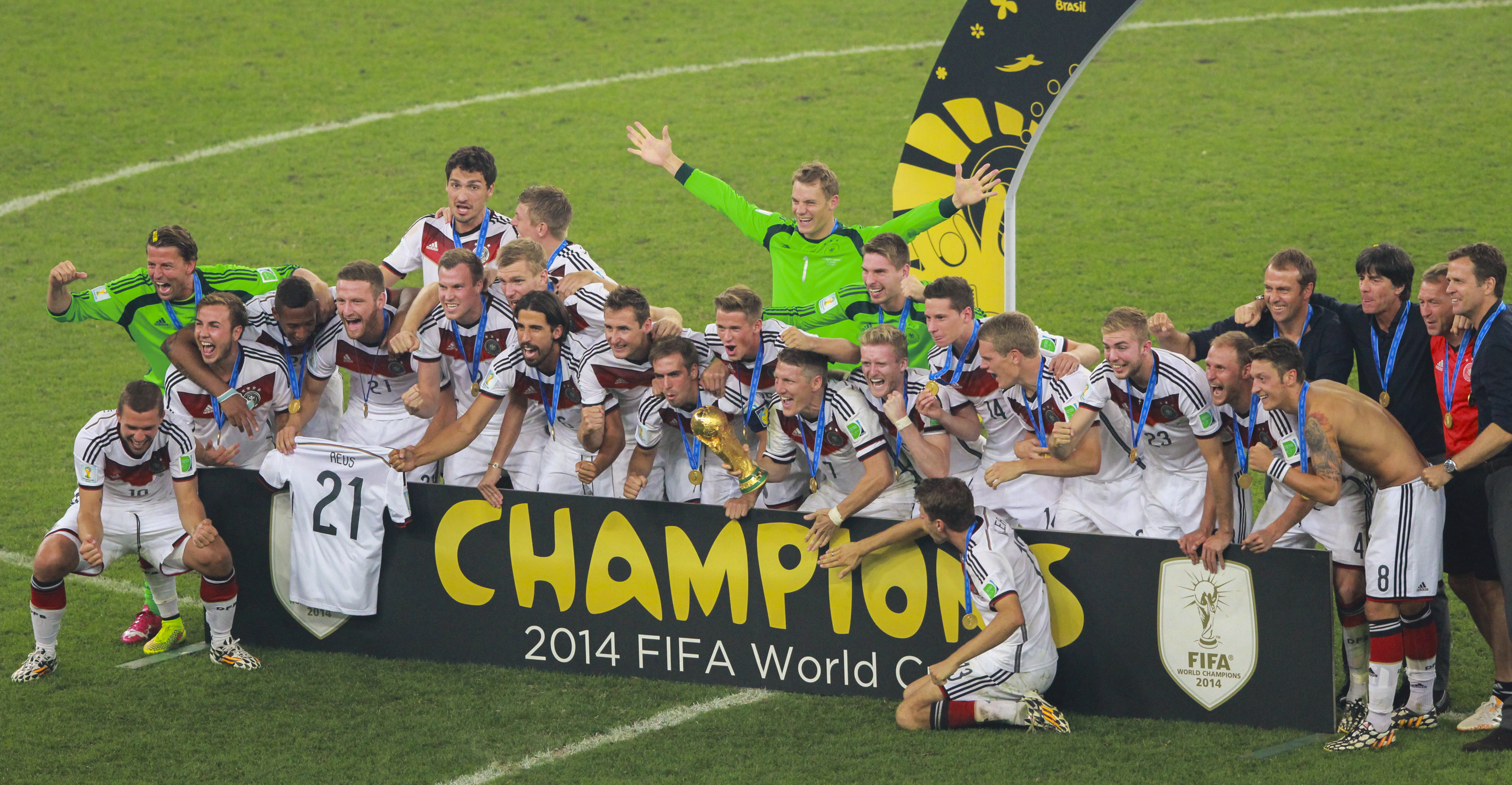
德国国家足球队于2014年第四次获得世界杯足球赛冠军。足球是德国最受欢迎的体育运动

足球是最受欢迎的体育运动。德国足球协会会员人数达650万人，在同类组织中为世界最大，其顶级赛事德国足球甲级联赛平均到场观众人数在全球职业体育联赛中位居第二。德国国家足球队于1954年、1974年、1990年和2014年夺得世界杯足球赛冠军，1972年、1980年和1996年夺得欧洲足球锦标赛冠军。德国于1974年和2006年举办世界杯，于1988年、2024年举办欧锦赛。
其他热门运动包括冬季体育、拳击、篮球、手球、排球、冰球、网球、马术和高尔夫球。水类运动诸如帆船、赛艇和游泳亦颇受欢迎。
德国为世界赛车大国。宝马和梅赛德斯为重要的赛车制造商。截至2015年，保时捷曾17次在勒芒24小时耐力赛中夺魁，奥迪亦13次取胜。迈克尔·舒马赫在其赛车生涯中创造一系列记录，并七次夺得一级方程式世界车手冠军，为史上最多，并同时为史上收入最高的运动员之一。塞巴斯蒂安·维特尔亦为史上最为成功的三名一级方程式车手之一。
德国运动员在奥林匹克运动会中有优异表现，总奖牌数居世界第三（包括东西德）。德国是最后一个在同年举办夏季和冬季奥运会的国家——1936年于柏林举办夏季奥运会，在加尔米施-帕滕基兴举办冬季奥运会。此外慕尼黑亦举办1972年的夏季奥运会。

### 时尚和设计

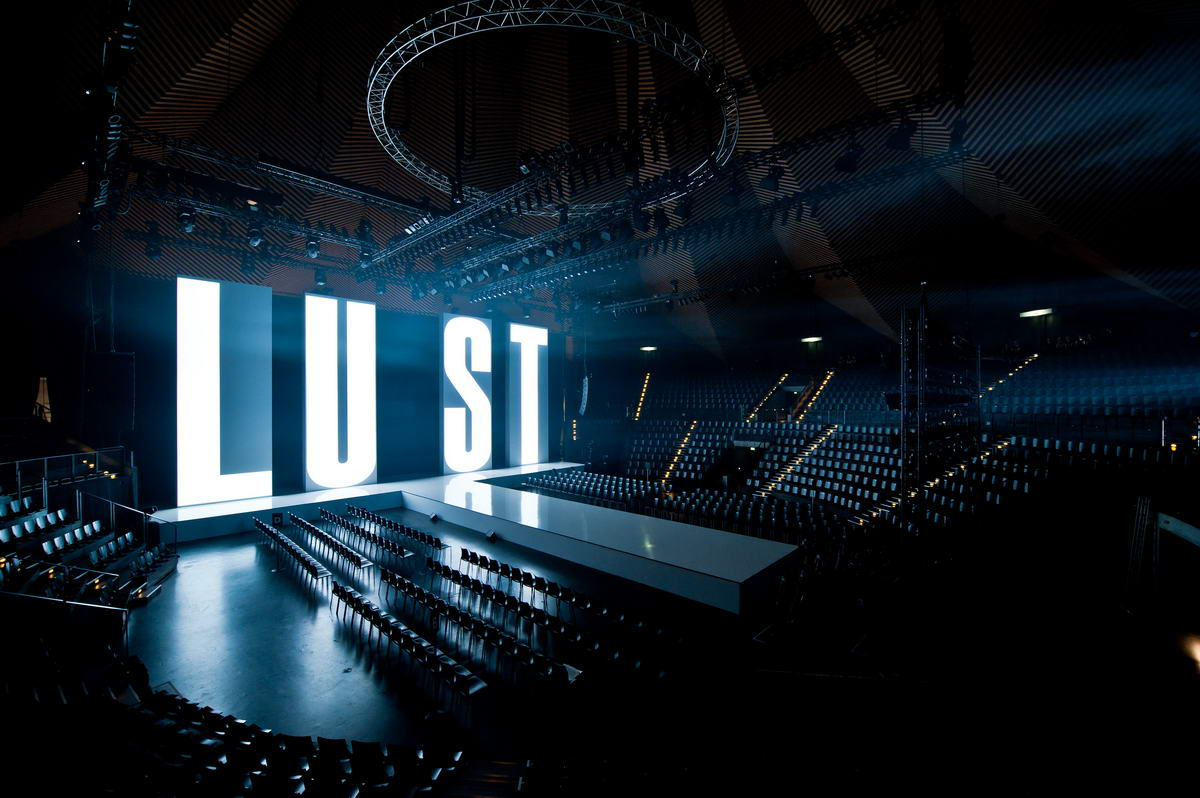
柏林時裝周，2012年

德国设计师在现代产品设计领域声名显赫，其中包豪斯设计师路德维希·密斯·凡德罗和博朗设计师迪特·拉姆斯为杰出代表。
德国亦为时尚产业领先国家之一。2010年德国纺织业共有近1,300家企业，雇佣超过130,000人，营收达280亿欧元。其产品的44%用于出口。柏林时装周和面包与黄油贸易展每年举办两次。
慕尼黑、汉堡和杜塞尔多夫及其他一些城镇亦为德国国内时尚产业的设计、生产和贸易中心。来自德国的著名设计师包括卡尔·拉格斐、吉尔·桑德尔、沃尔夫冈·约普、菲利浦·普莱因和迈克尔·米夏尔斯基。主要时尚品牌包括雨果博斯、爱思卡达、愛迪達、PUMA和黛安芬。德国的超级名模诸如歌地亞·雪花、海蒂·克鲁姆、塔季扬娜·帕蒂茨和娜嘉·奧爾曼亦获得国际名望。

## 註解
1. ↑  自1952年至1990年，《德意志之歌》为国歌，但正式场合只演唱第三节。自1991年以来，第三节成为唯一正式国歌。[參 1][參 2]
2. ↑  在两德统一前，波恩为西德（當時的德意志联邦共和国）的首都；統一後，根據《柏林-波恩法案》，柏林雖為德國正式的首都，但仍有一定數量的德國聯邦機構在波恩設置本部或辦公地。波恩雖然不如柏林具有城市州地位，有鑒於其在德國政府的重要地位，而有著「聯邦市」的稱號[參 3]。
3. ↑  根据歐洲區域或少數民族語言憲章，丹麥語、低地德語、索布語、羅姆語及菲士蘭語为受承认的少数语言。
4. ↑  按德語Karl der Große，亦可稱卡爾大帝[書 10]
5. ↑  又稱薩克森王朝[書 13]
6. ↑  包括1個帝國（Kaiserreich，Empire）奧地利，5個王國（Königreiche，Kingdom）普魯士、巴伐利亞、薩克森、漢諾威和巴登-符騰堡，4個自由市（Freiestädte，Free City）不來梅、漢堡、呂貝克及法蘭克福，1個選侯國（Kurfürstentum，Electorate）－黑森，7個大公國（Großherzogtümer，Grand Duchy），10個公國（Herzogtümer，Duchy），10個侯國（Fürstentümer，Principality）及1個伯爵領（Landgrafschaft，Landgraviate）。[書 23]
7. ↑  法蘭克福國民議會代表傾向「小德意志」路線，及排除奧地利參與，係基於種族、經濟及宗教上考量，種族上，普魯士以德意志人為主體，而奧匈帝國境內則有不少馬札爾人、斯拉夫人；經濟上，普魯士領土於维也纳会议後取得萊茵地區部分土地，與日耳曼諸邦較為接近，普魯士與北德地區邦國成立關稅同盟，奧地利被排除在外；宗教上，北德地區以新教為主，而奧地利哈布斯堡王朝信仰羅馬公教[書 26]
8. ↑  德國人稱之為東海
9. ↑  性質上為邦政府的派出管理機構[書 43]
10. ↑  此类组织根据公共法为企业，有权对其成员征税。在巴伐利亚这一税率为所得税（及一些其他税目）的8%，而在其他州则为9%；多数时候此税由州自行征收[參 203]。多数退出教会者意图借此避免交税[參 203]
11. ↑  包括非欧盟成员国如波黑、瑞士和土耳其。
12. ↑  於西元前500年在一系列變化下形成的日耳曼語在最初較為統一，但部落間的語言仍有差別，於青銅器時代及鐵器時代時的部落遷移，擴大語言間的差異，並於分化、重組中出現多種形式的語言[書 46]
13. ↑  又譯作普通中學[書 47]